# 村川梨衣
村川 梨衣（むらかわ りえ、1990年6月1日 - ）は、日本の女性声優、歌手。東京都出身。ステイラック所属。レコードレーベルは日本コロムビア。
愛称は「りえしょん」。東京俳優生活協同組合（俳協）所属時代は『俳協の最終兵器』という異名もつけられていた。
年齢は自称「永遠の12歳」。キャッチフレーズは「あなたのハートにリエ☆マジック」。
代表作は、アニメ『エスカ&ロジーのアトリエ 〜黄昏の空の錬金術士〜』（エスカ・メーリエ）、『えとたま』（にゃ〜たん）、『のんのんびより』（一条蛍）、『ビビッドレッド・オペレーション』（二葉あおい）、ゲーム『アイドルマスター ミリオンライブ!』（松田亜利沙）、ラジオ『村川梨衣の a りえしょんぷり〜ず♡』など。

## 来歴

### 生い立ち
6月1日生まれ。母親いわく「生まれて3日目で看護師さんを笑顔にさせていた」という。その後、東京都で育つ。家族構成は、両親と姉と弟。言動の幼さから、5歳下の弟には「梨衣は妹みたいなもんだからな」と妹扱いされている。父親と弟はクールな性格で、自身のハイテンションな性格は母親似であると語っている。
幼少時から魔法系のアニメが好きで『美少女戦士セーラームーン』や『魔法騎士レイアース』などの「ごっこ遊び」が大好きな子供だった。活発な少女であった為、物干し竿に足が届くかという遊びをしていて、近くにあったソファーに足をぶつけて骨にヒビが入った事などもあった。また、小学5年生の時には転校も経験しており、これを『のんのんびより』にて自身が演じた一条蛍との共通点として挙げている。
声優を目指すキッカケとなったのは、小学5年生の時、2歳年上の従姉妹に勧められて視聴したテレビアニメ『HUNTER×HUNTER』に惹き込まれ、クラピカ役を演じた甲斐田ゆきの中性的な声や、主人公・ゴン＝フリークスのキャラクターに憧れ、声優という職業に興味を持ち始めた。すぐに声優になる方法を色々と調べ、オーディションに応募しようとしたが「まだ早い！」と親に止められたという。しかし、それからは両親にも「将来は絶対に声優になる！」と言い続けていた。

### 学生時代
中学校では声優への第一歩として演劇部に入部しようとしたが、入学した年から演劇部が無くなり断念。先輩に「お菓子をあげるから」と誘われたのがキッカケで、バスケットボール部に3年間所属した。その間も声優への夢を抱き続け、“高校こそは！”と高校は演劇部が盛んな学校を選んで入学。高校の演劇部で演じる事の楽しさを実感し、卒業後は声優の専門学校への進学を決意する。
2009年、高校を卒業後、声優を目指して総合学園ヒューマンアカデミー パフォーミングアーツカレッジに入学。
2010年10月5日から超!A&G+で放送されたラジオ『広橋涼×長嶋はるか×悠りょう』にて、番組のスポンサーだったヒューマンアカデミーの生徒として、アシスタント「悠りょう応援隊」を務めた。パーソナリティの広橋涼から「りえしょん」という愛称を名付けられ、得意の合いの手をレクチャーする「教えて！りえしょん先生」のコーナーも担当した。
のちに雑誌のインタビューにて「ヒューマンアカデミーが色々な事務所のオーディションを受けられる環境で、様々な作品の収録現場に行けるインターンシップが充実していたのも、ありがたかったです」と母校への感謝の気持ちを語っている。2014年8月には、渋谷校と大阪校にて村川による声優ワークショップが行われ、トークショーや在校生を交えてのアフレコ実演を実施した。
2011年、総合学園ヒューマンアカデミーを卒業後、俳協ボイスアクターズスタジオを経て、東京俳優生活協同組合に所属。

### デビュー後
2011年5月21日、テレビアニメ『FAIRY TAIL』の第80話から登場したココ役で声優デビューを果たす。 
2020年10月1日、東京俳優生活協同組合を退所し、ステイラックに所属。

## 声優活動
2011年
- ゲーム『ファイナルファンタジー零式』の挿入歌『カラフルフォーリンラブ』を事務所の先輩である荒川美穂らと歌唱した。当初はサウンドチームが見つけてきた“声優の卵”とだけ公表されていたが、後の設定資料集にて声優名が明かされた。

2012年
- 6月から配信されたインターネットテレビ番組『2.5次元てれび』のリポーターズに就任。高田馬場にあったラーメン屋『純連』がリポーターとして初の食レポとなり、店内には様々な著名人達のサイン色紙が飾られる中、村川のサイン色紙も飾られた。
- 翌年2月からは、リポーターズがMCを務める『2.5次元あうと』の配信も開始された。脳波で動くネコミミとツインテールをトレードマークに、高すぎるテンションと先の読めないトークで、リポーターズ随一の暴走キャラとして活躍した。

2013年
- 1月から放送されたテレビアニメ『ビビッドレッド・オペレーション』の二葉あおい役で初めてメインキャラクターを演じた。アニメの放送に連動して、ニコニコ生放送にて配信された動画番組『ビビッドレッド・オペレーション／ニコ生トーク・オペレーション』での本人の面白さも話題となった。
- 1月12日公開の『劇場版 HUNTER×HUNTER 緋色の幻影』に出演し、声優になった自身の原点であり大切な作品に携われたことに対して喜びと感謝の気持ちを表した。また、『HUNTER×HUNTER（第2作）』ではレイナを演じ、第136話のシドレとなったレイナが故郷に帰るストーリーは「原作でも大好きなシーンだったので、演じることが出来て嬉しいです」と語っている。
- 6月に発売されたPS3用ゲームソフト『エスカ&ロジーのアトリエ 〜黄昏の空の錬金術士〜』のエスカ・メーリエ役でテレビゲーム初主演。10月から放送されたテレビアニメ『のんのんびより』に一条蛍役で出演し、主題歌となったnano.RIPEの12thシングル「なないろびより」のPVにも出演した。
- 年末にはテレビ東京系などで放送された『こえバナ!〜女性声優だらけの大忘年会〜』に花澤香菜らと出演。その独特のキャラクターで注目を集めた。

2014年
- 4月から『エスカ&ロジーのアトリエ 〜黄昏の空の錬金術士〜』がテレビアニメ化され、ゲームに引き続き主人公のエスカ・メーリエ役で出演。本人名義でOP主題歌も担当した。
- メグ役で出演したテレビアニメ『ご注文はうさぎですか？』では、EDテーマを歌唱する「チマメ隊」を結成して、ラジオやニコニコ生放送などで活動。商品として発売されるコーヒーのテイスティングにも挑戦した。
- 7月からは声優にモーションキャプチャーのセンサーを付け進行させる生放送アニメ『みならいディーバ』にて、制作総指揮である吉田尚記の「ここ数年に現れた新人声優の中で“どうかしている人”」というキャスティングにより蒼井ルリ役で出演。
- 10月から放送されたテレビアニメでは『ナノ・インベーダーズ』にタケ役で出演し、これが少年役では初めてのレギュラーキャラクターとなった。

2015年
- 3月8日に横浜アリーナで開催されたポニーキャニオン主催のライブイベント『P's Live! 02 〜LOVE&P's〜』に出演者の中で最多となる3作品から参加。「アスイロ」など8曲を歌唱した。
- 4月から放送されたテレビアニメ『えとたま』に、主人公のにゃ〜たん役で出演。『えとたま』ではニコニコ生放送やネットラジオの他、数多くのイベントをこなした。
- 4月9日より、初の冠ラジオ番組である『村川梨衣の a りえしょんぷり〜ず♡』が超!A&G+で放送スタート。
- テレビアニメ『境界のRINNE』に6月20日放送の第12話から登場した鳳役で出演。7月からは一条蛍役で出演したテレビアニメ『のんのんびより』の2期が放送され、1期の主題歌に引き続きnano.RIPEの14thシングル「こだまことだま」のPVにも出演した。10月からはテレビアニメ『ご注文はうさぎですか？』の2期にメグ役で出演し、『鉄腕アトム』のリメイク作品で11月3日に発売されたDVD『ろぼっとアトム』にて主人公のアトムを演じた。

2016年
- 3月27日『第2回アニラジアワード』の発表がAnimeJapan2016で行われ、パーソナリティを務めた2番組『えとたまらじお〜ソルラルくれにゃ!〜』が大笑いラジオ賞を受賞。『のんのんびよりうぇぶらじお のんのんだより りぴーと!なのん』が癒しラジオ賞を受賞した。
- 3月29日にテレビ朝日系列『中居正広のミになる図書館』で全国放送のバラエティ番組に初出演。『声優界のニューヒロイン』『ネットで話題の声優』と紹介された。放送中にはTwitterなどネットで盛り上がりを見せ、Yahooのリアルタイム検索でも「りえしょん」というワードが1位となった。
- 4月から放送のテレビアニメ『Re:ゼロから始める異世界生活』で演じた双子のラム役では、制作側の無茶な注文に高い演技力で答え、原作者からも絶賛された。

2017年
- 3月15日『第3回アニラジアワード』の発表が行われ、冠ラジオ番組『村川梨衣の a りえしょんぷり〜ず♡』が大笑いラジオ賞を受賞。個人としては2年連続での受賞となった。
- 4月から放送のテレビアニメには『プリプリちぃちゃん!!』の主人公・ちぃちゃん役、『Re:CREATORS』の煌樹まみか役、『月がきれい』の西尾千夏役などで出演。同時期のレギュラー出演6作品は自己最多となる。
- 7月からは、メンバーの一員でもある声優ユニット・トキメキ感謝祭が出演するテレビアニメ『アクションヒロイン チアフルーツ』にて黒酒路子役を演じた。

2018年
- 1月29日、東京俳優生活協同組合からの申し出により、テレビアニメ『ISLAND』伽藍堂紗羅役の降板が発表された。
- 1月から放送のテレビアニメ『新幹線変形ロボ シンカリオン』に2月3日放送の第5話から登場した大門山ツラヌキ役で出演。前年12月まで放送された『プリプリちぃちゃん!!』に引き続き、朝アニメのメインキャラを演じる。
- 4月から放送のテレビアニメ『ヒナまつり』にアンズ役で出演、5thシングル『Distance』がオープニングテーマに起用された。アーティストデビュー後、出演作の主題歌に自身の楽曲が起用されるのは初めてである。

## 歌手活動
幼い頃から歌うことが大好きで、歌も演技と同じくらい生活の中の一部であった。声優になってからもアニメの主題歌を歌うこと、アーティストデビューすることをずっと夢見ていた。アーティスト活動へのきっかけとなったのは、村川の歌唱した「Barracuda No.1」などが収録された『チェインクロニクル』のキャラクターソングアルバム。2015年12月2日に日本コロムビアより発売された『ソングス・オブ・チェインクロニクル』でディレクターから歌手活動への声をかけられた。オファーを受けた際には「う、うそ〜！夢！？って思ったぐらい、本当に嬉しかったです。」と語っている。楽曲については、音からMVまで村川の感性によるアイディアや意見が数多く反映されており、自ら作詞することもある。自身の楽曲を「RiEMUSiC」（リエミュージック）と称し、ゆくゆくは1つの音楽ジャンルとして確立されることを願っている。

### アーティスト活動
2016年
- 2月1日、日本コロムビアからアーティストデビューすることが発表された。3月1日には公式ホームページが開設され、3月10日より不定期でメールマガジンの配信も開始した。
- 5月1日、豊洲PITにて開催された合同ライブ、『animeloLIVE! presents アニソンCLUB! VOL.01』に出演。
- 6月1日、自身の誕生日でもあるこの日に1stシングル『Sweet Sensation/Baby, My First Kiss』をリリース。表題曲である「Sweet Sensation」は同年4月より放送のテレビアニメ『12歳。〜ちっちゃなムネのトキメキ〜』のオープニング主題歌に起用された。オリコンでは、6月13日付けの週間ランキングで13位(7,717枚)。6月の月間ランキングで41位(9,305枚)を記録した。
- 7月2日、自身初となるソロライブイベント「Rietion Session LIVE PARTY!!」を開催。新曲含む5曲を生バンド形式で披露し、1stアルバムの制作を発表した。また、ラジオ『村川梨衣の a りえしょんぷり〜ず♡』にて村川が「りえしょん的には、サイリウムの色の希望としてはレインボー」、「ライブイベントの時は、席の列によって色を分ける」と発言したことを受けた有志たちが「サイリウムの虹をりえしょんに届けましょう!!」と、事前に座席ごとに色の違うサイリウムを配布。「Sweet Sensation」の歌唱中、観客席に虹が架かった。
- 8月26日、さいたまスーパーアリーナで開催された『Animelo Summer Live 2016 -刻 TOKI-』に出演。デビューから僅か2ヶ月でのAnimelo Summer Live初出演となる。
- 11月2日、2ndシングル『ドキドキの風』をリリース。10月から放送のテレビアニメ『私がモテてどうすんだ』のエンディングテーマに起用された。また、カップリング曲である「RiEtion please♡」は自身のラジオ『村川梨衣の a りえしょんぷり〜ず♡』のOPテーマとなり、初めての作詞にも挑戦している。

2017年
- 1月11日、1stアルバム『RiEMUSiC』をリリース。リード曲である「Dreamy Lights」は 、同年6月より配信のショートアニメ『ルナたん 〜1万年のひみつ〜』のイメージソングに起用された。
- 4月1日・2日、品川ステラボールにてソロアーティストとして初の本格的ライブ「1stRiELiVE 〜梨の季節〜」を開催。ライブグッズとして定番なパンフレットやTシャツ、タオルなどに加え、武器好きな村川らしく「剣型ペンライト」や「扇(武器)」などのユニークアイテムも販売された。キーボードとヴァイオリンを加えた生バンド形式で、リリース予定が全く決まっていない「レクイエム」などの新曲を含めた全15曲が披露された。また、千葉県白井市のマスコットキャラクター「なし坊」とその妹「かおり」が登場し、なし坊たちのボイスを村川が担当する寸劇も行われた。
- 5月17日、3rdシングル『Tiny Tiny/水色のFantasy』をリリース。「Tiny Tiny」は、同年4月から放送のテレビアニメ『フレームアームズ・ガール』オープニングテーマに起用された。
- 8月6日、仙台国際センター 大ホールにて開催された仙台アニメフェス内で、合同ライブ『超！アニメディア劇場』に出演。
- 10月11日、初のノンタイアップとなる4thシングル『Night terror』をリリース。従来の発売記念リリースイベントに加え、カラオケ「パセラ秋葉原昭和通り館」にて約1カ月に渡るコラボ企画も開催。コラボルームが設置されたほか、同店舗限定のコラボフード、コラボドリンクが販売された。
- 10月29日放送のCDTVにて、ファンの選ぶ「好きな声優アーティストTOP10」が発表され、第9位にランクインした。
- 12月9日、豊洲PITにて開催の合同ライブ『Holy Party Night!』に出演。

2018年
- 2月28日、2ndアルバム『RiESiNFONiA』をリリース。
- 3月3日、大阪城ホールにて開催される合同ライブ、『ANIMAX MUSIX 2018 OSAKA』に出演。
- 5月23日、5thシングル『Distance』をリリース。同年4月から放送、自身もアンズ役で出演のテレビアニメ『ヒナまつり』オープニングテーマに起用された。
- 5月26日、パシフィコ横浜国立大ホールにて2ndワンマンライブ「2ndRiELiVE 〜梨の季節〜」を開催。

### その他の個人名義
アーティストデビューする以前、2014年2月14日に『エスカ&ロジーのアトリエ 〜黄昏の空の錬金術士〜』のテレビアニメ公式TwitterよりOP主題歌を担当することが発表され、2月20日には本人名義で初の歌唱であり、楽曲名が「アスイロ」であることも発表された。3月22日に開催されたAnimeJapan 2014では、イベントで初めてMCを務め、「アスイロ」を生歌唱で初披露した。楽曲は『エスカ&ロジーのアトリエ〜黄昏の空の錬金術士〜 オリジナルサウンドトラック the Animation』に収録されており、シングル化はされていない。

### ユニット活動
- メグ役で出演したテレビアニメ『ご注文はうさぎですか？』にて、チノ役の水瀬いのり、マヤ役の徳井青空と『チマメ隊』を結成。EDテーマやラジオを担当した他、アルバムもリリース。2017年6月3日より、初のワンマンライブ「チマメ隊　ワンマンライブ　chimame march」がEXシアター六本木で開催される[54]。
- WEB動画番組『新スキイモ』に、第68回からゲスト出演。第72回にて、「声優ですが歌ってみた企画」第二弾として本田美奈子の『Oneway Generation』をカバー[55]。それがきっかけとなり、M・A・O、伊藤美来、広瀬ゆうき、石田晴香、豊田萌絵、山崎エリイ、白石晴香と『トキメキ感謝祭』を結成。2017年1月22日に科学技術館サイエンスホールにて1stライブが開催された[56]。

### キャラクターソング・踊ってみたなど
- ゲーム『アイドルマスター ミリオンライブ!』のキャラクターソング「チョー↑元気Show☆アイドルch@ng!」では松田亜利沙として“電波ソング”を、Cosmic recordから発売された「HOLiDAY HOLyDAY」では声優ヒーリングCDと題して“癒し”をテーマにした曲を歌うなど、幅広いジャンルの様々な曲を歌唱している[57][58]。
- 生アニメ『みならいディーバ』では、アニメの本編中にtwitterで募集した歌詞をEDにて生歌唱するという、他に類を見ない企画にも挑戦。主題歌CD「Run Diva Run」のカップリング曲である「Encore」は、大友ジュンが「これまでアニメ作品に提供して来た楽曲の中で、現時点での最高傑作」だと述べており、監督の石ダテコー太郎は「村川さんのあそこまでの歌唱力は想定外でした」と、その歌唱力を絶賛している[59]。
- テレビアニメ『えとたま』では、OP主題歌「リトライ☆ランデヴー」を“にゃ〜たん”としてソロ歌唱。これがキャラクター名義で初のソロシングルCDとなった。2015年5月18日、動画配信サイト「ニコニコ動画」の「ポニーキャニオンちゃんねる」より「【りえしょん】「リトライ☆ランデヴー」を踊ってみた【公式】」が公開された[60]。振り付けは、でんぱ組.incの総合振り付けを手掛けているYumikoが担当。ネコ耳メイド姿で、大きなアクションを取り入れたダンスを披露しており[61]、公開から1日で10万回再生を達成[62]。2016年2月19日に100万回再生を達成した。
- また、2016年2月22日、「ニコニコ動画」の「ポニーキャニオンちゃんねる」より「【りえしょん】「アスイロ」を踊ってみた【公式】」が公開された[63]。振り付けは前作と同じくYumikoが担当している[64]。

## 人物

### 特色
- 声域はソプラノ[3]だが、様々な役柄に対応できる器用さと確かな表現力を持ちあわせ、声優の中でも実力派として知られる。一方で役を離れると「ハイテンションすぎる声優」とも称される強烈な個性で、場を大いに盛り上げている[65]。
- 得意な役は元気のあるキャラ、ギャグっぽいキャラ。また、お嬢様役もテレビアニメ『ビビッドレッド・オペレーション』の二葉あおいを演じた事で「自分が演じてもいいんだ」という自信に繋がったという[12]。
- 元気で明るいキャラの他にも、テレビアニメ「のんのんびより」の一条蛍、「Re:ゼロから始める異世界生活」のラム、「ご注文はうさぎですか？」のメグ、「ブレイブウィッチーズ」の管野直枝など、様々なキャラクターを各々に合った声で見事に演じ分けている。村川曰く、ファンから「エンドロールのクレジットで名前を見るまで、りえしょんが演じていることに気づかなかった」と言われることも多いとのこと[66]。
- 演じるキャラクターらしさを大切にし、インスピレーションも大切にしている。キャラと自分が一心同体になってしまい「キャラが褒められていると自分が褒められているみたいで、オーディオコメンタリーなどで照れてしまう」と語っている[12]。
- 動画番組、ラジオ、イベントなどでは、身振り手振りや顔の変化を加えて、ハイテンションなトークをするのが特徴である。出演することの多いニコニコ生放送では、たびたび「りえしょんワールド」[17]、「放送事故」[67]、「りえしょん無双」[68]と言われるほどの独特な言動を繰り広げ[69]、トーク中の特徴的な声や口癖、身振り手振りなどの仕草を、共演者からモノマネされることも多い[70]。
- その演技力や個性について、桝田省治[注 5]、上町裕介[注 6][71]、川面真也[注 7]、中川翔子[注 8][72]、山本希望[注 9][73]など様々な業界人が評価している。
- 歌手としての評価も高く、日本コロムビアのディレクターは特徴として「力強く伸びのある高音のファルセット」を挙げ「ここまでの人は滅多にいない」と評している[74]。

### 趣味・特技・嗜好
- 趣味はゲーム、歴史が好きで『無双シリーズ』を好んでプレーする。好きなキャラは「お市」。特技は「即興劇」、「合いの手」[3]。ラジオ『広橋涼×長嶋はるか×悠りょう』内で、合いの手（楽曲に合わせて入れる掛け声）を披露するコーナーを持った。長嶋はるかがLIVEで「君だけのヒロイン」を歌う際には、村川が番組で考えた合いの手をファンが使用している[75]。
- 好きな食べ物は、うなぎ、サーモン、挽肉、ハンバーグ、ラーメン、オムライス[76]。うなぎ好きが高じて、うなぎ屋でアルバイトをしていたことがある。甘味系では、クリームソーダ、チョコレート、生クリーム、メープルシロップ、バニラが好きで、上記の2つは自身のブログタイトル『メープルバニラ』の由来にもなっている[77]。
- 好きなスポーツは、バスケットボール、テニス、バドミントン。運動は全体的に好きであり、短距離走が速く、中学時代には50メートル走で学年1位になった事もある[12]。
- 好きな歌手は『L'Arc〜en〜Ciel』、『GLAY』、『宇多田ヒカル』、『aiko』、『ELLEGARDEN』、『椎名林檎』、『YUKI』、『BUMP OF CHICKEN』、『ONE OK ROCK』など[12]。
- 好きな映画は『トイ・ストーリーシリーズ』、『ハリーポッターシリーズ』、『ディズニー映画』、『ジブリ映画』[12]。
- 好きなアニメ、キャラクターは『美少女戦士セーラームーン』の月野うさぎ、ちびうさ、土萠ほたる、『魔法騎士レイアース』の獅堂光、『シャーマンキング』の恐山アンナ。ジャンルとしてはギャグアニメが好きであり、中でも『ギャグマンガ日和』はダントツで、マンガを読んで練習し、最終的にはセリフをほとんど覚えて言えるようになった[12]。

### 交友関係
- 仲の良い声優は、佐倉綾音、内田彩、小松未可子、内田真礼、山本希望、五十嵐裕美、津田美波、南條愛乃など[12]。
- 内田彩と番組などで一緒に出演した時には、ハイテンションな村川に内田が「りえしょん、うるさい！」と邪険に扱う流れがお約束となっている。これに対して「彩さんはいつも、うるさい！と言ってきますが、本当は私の事が大好きなんだなと思いますし、私も大好きです」と語っている。声優グランプリ2013年12月号では、仲良しの声優二人が出会いからの軌跡を語り合う企画『マジトモ。』に、内田と二人で掲載された[78]。

### エピソード
2013年
- ゲーム『エスカ&ロジーのアトリエ 〜黄昏の空の錬金術士〜』クリア後の声優おまけボイスの収録にて、通常では1分〜2分間喋るものを村川はエスカについて9分近く喋り続けた。
- 何かに頭や足をぶつけたり転んだりという事がよくある。7月6日『チャンネルはオープンソースでっ!in沖縄』のイベントではファンに手を振りながら退場し、後ろにある柱に頭をぶつけるというハプニングがあった。
- 10月27日のボークス主催イベント「STEP後夜祭」サイン会にて、感動のあまり泣きだしてしまった女性ファンに思わず貰い泣きをした。

2014年
- メグ役で出演したテレビアニメ『ご注文はうさぎですか？』において、現場判断で甘兎庵の看板うさぎ”あんこ”に声が付いた場合、兼ね役で村川が演じることになっていた。リアルうさちゃんっぽい鳴き声でいくのか、デフォルメした感じでいくのか、考え、練習していたというが、結局演じることはなかった。

2015年
- 3月26日、初のソロDVD『声優ゆめ日記〜村川梨衣〜』が学研パブリッシングからリリースされた。DVDでは、中華街の観光や料理をしているほか、夢であったアクション、ヴァイオリンに挑戦している。
- 4月5日に幕張イベントホールで行われた『THE IDOLM@STER MILLION LIVE! 2nd LIVE ENJOY H@RMONY!!』に出演。昨年の1stLIVEの時と同じく喉を痛めており、4月1日の『えとたま ニコニコ生放送 干支ーク！ 第9弾』ではマスクを付けて出演し、一言も喋らず、4月6日配信の『えとたまラジオ 第11回』には出演できない状態であったが、ライブでは「輝きの向こう側を見せる」と宣言し、6曲を熱唱。ムードメーカーとしてパワフルなパフォーマンスを披露した。
- 7月14日、村川が母子共に大ファンだという『美少女戦士セーラームーン』にて、ウラヌス役を演じた緒方恵美のイベント『晴天ヘキレキ』にゲスト出演。チケットが即完売となったこのイベントでは、村川をイメージする四文字熟語が募集され、「前向笑顔」（まえむきえがお）、「梨衣魔法」（リエマジック）、「梨衣世界」（りえしょんワールド）、「尺取妖精」（しゃくとりようせい）などのラインナップの中、ファンへのアンケートにより『前向笑顔』が選ばれた。

2016年
- 6月1日、声優になって初めての誕生日イベント『Rietion Birthday & Debut Celebration PARTY!!』を開催。佐倉綾音、五十嵐裕美、岩田光央、諏訪部順一、日本コロムビアディレクターから祝いのメッセージが送られた。事務所の先輩である諏訪部は「『俳協も変わったね』と言われるようになりました。そのトップランナーがあなたです」とコメント。『2.5次元てれび』で共演していた岩田からは「この子は売れると思ったら案の定で嬉しい」と賞賛された。

## 出演
太字はメインキャラクター。

### テレビアニメ
2011年
- FAIRY TAIL（2011年 - 2024年、ココ、ベス・バンダーウッド 他） - 4シリーズ

2012年
- CØDE:BREAKER（少女）
- シャイニング・ハーツ 〜幸せのパン〜（子供1）
- 好きっていいなよ。（女の子）

2013年
- AKB0048 next stage（研究生A）
- 俺の彼女と幼なじみが修羅場すぎる（女子生徒A）
- きんいろモザイク（2013年 - 2015年、猪熊美月、女子高生B） - 2シリーズ
- それいけ!アンパンマン（2013年 - 2024年、子ども、ほのおくん〈8代目〉、空とぶベッドくん、ネコ美）
- 断裁分離のクライムエッジ（女子生徒）
- 超次元ゲイム ネプテューヌ THE ANIMATION（子供）
- とある科学の超電磁砲 シリーズ（2013年 - 2020年、声、女子学生、依頼主、エージェント） - 2シリーズ
- のんのんびより（2013年 - 2021年、一条蛍） - 3シリーズ
- HUNTER×HUNTER（レイナ / シドレ）
- ビビッドレッド・オペレーション（二葉あおい）
- ふたりはミルキィホームズ（アリスの小鳥、女の子C）
- 機巧少女は傷つかない（女子生徒）
- ゆゆ式（女子生徒1、後輩B）
- 夜桜四重奏 〜ハナノウタ〜（2丁目の子B、女の子1、少女）

2014年
- 異能バトルは日常系のなかで（田中運命子）
- Wake Up, Girls!（メイド）
- エスカ&ロジーのアトリエ 〜黄昏の空の錬金術士〜（エスカ・メーリエ）
- 寄生獣 セイの格率（みさき）
- ご注文はうさぎですか?（2014年 - 2020年、メグ） - 3シリーズ
- 四月は君の嘘（2014年 - 2015年、参加者、女子生徒）
- 精霊使いの剣舞（生徒、女生徒）
- Z/X IGNITION（クゥン〈ケット・シー〉）
- そにアニ -SUPER SONICO THE ANIMATION-（小祭響）
- トリニティセブン（倉田ユイ）
- ドラゴンコレクション（2014年 - 2015年、ミスドラゴニア、緑パピー）
- ナノ・インベーダーズ（タケ）
- マケン姫っ!通（黒ウサギ）
- 魔法少女大戦（小張凛）
- みならいディーバ（※生アニメ）（蒼井ルリ）
- 龍ヶ嬢七々々の埋蔵金（岬かもめ）
- ログ・ホライズン（2014年 - 2021年、リーゼ、ピアニシッシモ） - 2シリーズ

2015年
- えとたま（にゃ〜たん）
- 女の子って。（チズ子）
- 境界のRINNE（2015年 - 2017年、鳳、悪霊B、ベロ〈子犬〉） - 3シリーズ
- SHOW BY ROCK!!（2015年 - 2016年、ジャクリン） - 3シリーズ
- ダンジョンに出会いを求めるのは間違っているだろうか（2015年 - 2025年、ティオナ・ヒリュテ） - 4シリーズ
- ユリ熊嵐（大木蝶子）
- わかば*ガール（真柴直）

2016年
- Re:ゼロから始める異世界生活（2016年 - 2024年、ラム） - 4シリーズ / 2020年に第1期新編集版が放送
- 紅殻のパンドラ（バニー）
- ステラのまほう（村上椎奈）
- 田中くんはいつもけだるげ（西園寺）
- ファンタシースターオンライン2 ジ アニメーション（近衛ミカ、リリカ）
- ブレイブウィッチーズ（管野直枝）

2017年
- アクションヒロイン チアフルーツ（黒酒路子）
- スクールガールストライカーズ Animation Channel（栗本遥）
- ソード・オラトリア ダンジョンに出会いを求めるのは間違っているだろうか外伝（ティオナ・ヒリュテ）
- チェインクロニクル 〜ヘクセイタスの閃〜（キキ）
- 月がきれい（西尾千夏）
- 徒然チルドレン（細川数子）
- プリプリちぃちゃん!!（ちぃちゃん）
- まけるな!!あくのぐんだん!（第9話ナレーション）
- リトルウィッチアカデミア（コンスタンツェ・アマーリエ・フォン・ブラウンシュバンク＝アルブレヒツベルガー、ワンガリ、観客）
- Re:CREATORS（煌樹まみか）
- One Room（2017年 - 2020年、桃原奈月） - 2シリーズ

2018年
- 新幹線変形ロボ シンカリオン（2018年 - 2019年、大門山ツラヌキ）
- Caligula -カリギュラ-（柏葉琴乃）
- ヒナまつり（アンズ）
- こみっくがーるず（女子高生）
- 妖怪ウォッチ シャドウサイド（2018年 - 2019年、姫乃アヤメ）

2019年
- ぱすてるメモリーズ（町屋結衣奈）
- とある魔術の禁書目録III（電話の声）
- スター☆トゥインクルプリキュア（2019年 - 2020年、アイワーン、かに座のスタープリンセス）
- 異世界かるてっと（2019年 - 2020年、ラム） - 2シリーズ
- ポケットモンスター サン&ムーン（シラタキ）
- Z/X Code reunion（上柚木八千代）
- 僕のヒーローアカデミア（2019年 - 2021年、バブルガール） - 2シリーズ

2020年
- メジャーセカンド（椛島アニータ）
- デュエル・マスターズ キング（2020年 - 2022年、コニー） - 2シリーズ
- もっと!まじめにふまじめ かいけつゾロリ（2020年 - 2022年、ネリー） - 3シリーズ
- THE GOD OF HIGH SCHOOL ゴッド・オブ・ハイスクール（サターン）

2021年
- 装甲娘戦機（ユイ）
- ポケットモンスター（ウカッツ）
- ワールドウィッチーズ発進しますっ!（管野直枝）
- SHOW BY ROCK!! STARS!!（ジャクリン）
- ふしぎ駄菓子屋 銭天堂（2021年 - 2022年、野田早苗）
- 古見さんは、コミュ症です。（2021年 - 2022年、長名なじみ） - 2シリーズ

2022年
- 悪役令嬢なのでラスボスを飼ってみました（レイチェル・ダニス）

2023年
- ゾン100〜ゾンビになるまでにしたい100のこと〜（クミコ）
- アイドルマスター ミリオンライブ!（松田亜利沙）

### 劇場アニメ
2010年代
- 劇場版 HUNTER×HUNTER 緋色の幻影（2013年）
- リトルウィッチアカデミア 魔法仕掛けのパレード（2015年、コンスタンツェ・ブラウンシュバンク・アルブレヒツベルガー）
- モンスターストライク THE MOVIE はじまりの場所へ（2016年、焔火燐）
- 劇場版 トリニティセブンシリーズ（2017年 - 2019年、倉田ユイ） - 2作品
- 劇場版 のんのんびより ばけーしょん（2018年、一条蛍）
- 劇場版 ダンジョンに出会いを求めるのは間違っているだろうか -オリオンの矢-（2019年、ティオナ・ヒリュテ）
- 劇場版 新幹線変形ロボ シンカリオン 未来からきた神速のALFA-X （2019年、大門山ツラヌキ）

2020年代
- 劇場版 きんいろモザイク Thank You!!（2021年、猪熊美月）
- 劇場版 異世界かるてっと 〜あなざーわーるど〜（2022年、ラム）

### OVA
2014年
- のんのんびより（2014年 - 2022年、一条蛍） - コミックス第7・10巻・のんのんびよりりめんばーOAD付き特装版

2015年
- えとたま TV未公開ショートエピソード 其ノ参 - 其ノ陸（にゃ〜たん） - BD&DVD 第肆巻&第伍巻 特典
- トリニティセブン（倉田ユイ） - 原作第11巻Blu-ray付き限定版
- 猫田のことが気になって仕方ない。（春菜） - 『りぼんフェスタ 2015』上映作品
- ろぼっとアトム（アトム）
- わかば*ガール 十四葉（真柴直） - BD&DVD 第2巻特典

2016年
- きんいろモザイク Pretty Days（猪熊美月）
- 田中くんはいつもけだるげ 「西園寺さんと不可解な客達」（西園寺） - BD&DVD 第6巻特典

2017年
- えとたま Blu-ray BOX 新作映像「四神覚醒」（にゃ〜たん）
- ご注文はうさぎですか??シリーズ（2017年 - 2019年、メグ） - 2作品
- ステラのまほう 「歌夜のたんじょうび（とちゅうまで）」&「歌夜のたんじょうび（とちゅうから）」（村上椎奈） - BD&DVD 第3巻&第4巻特典
- ブレイブウィッチーズ ペテルブルグ大戦略 （管野直枝）
- One Room TV未放送エピソード（桃原奈月）

2018年
- ロボットガールズZ  新作ぷちキャラアニメーション（ゴーバリアン〈ゴーバリさん〉） - フルコンプBlu-ray 映像特典
- Re:ゼロから始める異世界生活シリーズ（2018年 - 2019年、ラム） - 2作品

2021年
- ダンジョンに出会いを求めるのは間違っているだろうかIII（ティオナ・ヒリュテ）

### Webアニメ
- KY系JCクウキちゃん（2013年、読無クウキ[196]）
- モンスターストライク（2015年、焔花燐[197]）
- Dot Bit Retro - ぼくだけのクソゲー（2018年、アス[198]）
- えとたま〜猫客万来〜（2021年、にゃ〜たん[199]）
- Pokémon Evolutions（2021年、サツキ）
- もっと!まじめにふまじめ かいけつゾロリ ゾロリのへや（2022年、ネリー）
- 悪役令嬢なのでラスボスを飼ってみました ミニ（2022年、レイチェル・ダニス）

### ゲーム
2011年
- pop'n music portable2（ミミ）
- LORD of VERMILION Re:2（イシュタル）

2012年
- Pop'n music Sunny Park（ミミ）

2013年
- アイドルマスター ミリオンライブ!（2013年 - 2017年、松田亜利沙）
- エスカ&ロジーのアトリエ 〜黄昏の空の錬金術士〜（エスカ・メーリエ）
- ガールフレンド（仮）（白瀬つづり）
- 戦場のヴァルキュリアDUEL（ロレッタ・レンブラント）
- ビビッドレッド・オペレーション -Hyper Intimate Power-（二葉あおい）
- ファイナルファンタジーXIV：新生エオルゼア（アリゼー）
- 魔法少女大戦 Lock On!（魔法少女マナ）
- 嫁コレ（二葉あおい、一条蛍）
- LORD of VERMILION III（武則天、博麗霊夢）

2014年
- 俺の屍を越えてゆけ2（飛天ノ舞子、宇迦ノ豊姫、苗場ノ白雪姫）
- グリモア〜私立グリモワール魔法学園〜（李小蓮）
- 限界凸記 モエロクロニクル（リリア）
- 恋Q部!（浅倉アイナ）
- シャリーのアトリエ 〜黄昏の海の錬金術士〜（エスカ・メーリエ）
- スクールガールストライカーズ（栗本遥）
- ソニプロ（小祭響）
- チェインクロニクル〜絆の新大陸〜（エスカ・メーリエ、バラクーダ、バスマ、レンレ、トウアン）
- チェインクロニクルV（エスカ・メーリエ）
- ToHeartハートフルパーティ（毬丘舞花）
- VANITY of VANITIES（儀琳）
- pop'n music ラピストリア（ミミ）
- 魔法少女大戦 ZANBATSU（小張凛）
- 巫女の社（直江聆子）
- 桃色大戦ぱいろん＋（2014年 - 2015年、詠、レンリ）
- 嫁コレ声優部

2015年
- エスカ&ロジーのアトリエ Plus 〜黄昏の空の錬金術士〜（エスカ・メーリエ）
- オルタンシア・サーガ -蒼の騎士団-（ロッテ、ナターシャ、ラム）
- 乖離性ミリオンアーサー（リューリュ、神話型スクルド、神話型ダンテ、絢爛型アメジスト、絢爛型サファイヤ、異界型ティオナ、絢爛型パール、絢爛型マリン、異界型メグ、交響型モードレッド、異界型ラム、タルト、オディナ）
- 家電少女（スー&ピカ、てれみ、ななせ、つばさ、しおん）
- けものフレンズ（ヘビクイワシ、ハシビロコウ、ドワーフサイレン 他）
- ケイオスドラゴン 混沌戦争（雷火）
- ザクセスヘブン リベリオン（支子）
- シューティングガール（大宮澄子）
- 白猫プロジェクト（プロフェッサー・カティア、カタリナ・T・アディソン、カグラ・クロガネ、ラム）
- 神撃のバハムート（ヴィズヤ）
- 新次元ゲイム ネプテューヌVII（チューコ）
- スクールファンファーレ（倉林晴菜）
- 夏色ハイスクル★青春白書 〜転校初日のオレが幼馴染と再会したら(略)（東海林薫子）
- ニキ日記 〜世界旅行編〜（マルル）
- ネットハイ（hime）
- バンドやろうぜ!（ミント）
- V.D. -バニッシュメント・デイ-（笠岡メイ）
- ファイアーエムブレムif（カゲロウ）
- ファントム オブ キル（イシューリエル、ウコンバサラ）
- ブレイブソード×ブレイズソウル（サジタリア、ヴァルプルギス）
- pop'n music éclale（ミミ）
- ミラクルガールズフェスティバル（二葉あおい、メグ）
- 妖怪百姫たん!（一条蛍）
- ラングリッサー リインカーネーション -転生-（ノエミ・ヴェルレーヌ）
- ロイヤルフラッシュヒーローズ（プリシラ、ベアトリクス）

2016年
- ISLAND（伽藍堂紗羅）
- AKIBA'S BEAT（宇部シャレ子）
- あんさんぶるガールズ!!（深鳥ふみ）
- IRroid〜恋の有効フロンティア〜（繋りあ）
- 一血卍傑-ONLINE-（ビシャモンテン）
- ウチの姫さまがいちばんカワイイ（ラム、血豆姫 メグ）
- エミル・クロニクル・オンライン（清姫・ロア）
- Caligula -カリギュラ-（柏葉琴乃）
- ガーディアン・コーデックス（イズン、イシュタル、グライアイ）
- グリムノーツ（ラプンツェル）
- CLOSERS（イリーナ＝ペトロヴナ）
- 激突！クラッシュファイト（古塔姫・ラプンツェル、幸運神・ラクシュミー）
- ご注文はうさぎですか?? Wonderful Party!（メグ）
- 三国志大戦（戯志才、張春華、卞氏、虜翻、大喬、夏侯月姫、鄒氏、黄月英、張皇后、劉禅、少帝）
- シャリーのアトリエ Plus 〜黄昏の海の錬金術士〜（エスカ・メーリエ）
- 蒼空のリベラシオン（ルリア）
- 空と大地のクロスノア（フレイア、マリア）
- チェインクロニクル3（クーシャン、タウィーラ、ツバキ、エメライン&フラット、ティオナ・ヒリュテ）
- 超銀河船団∞インフィニティ（キサラギミカ）
- トライリンク 光の女神と七魔獣（キャス）
- Battleship Girl -鋼鉄少女-（サラトガ、フレッチャー改二、ル・ファンタスク）
- バンドやろうぜ!（ミント）
- ファンタシースターオンライン2（リリカ、女性追加ボイス164、女性C追加ボイス164）
- ファンタシースターオンライン2 es（ノクスディナス、イデアルシザーズ）
- フィリスのアトリエ 〜不思議な旅の錬金術士〜（エスカ）
- 編隊少女 -フォーメーションガールズ-（ニクシー・バーダー）
- メタルサーガ 〜荒野の方舟〜（ミニマル無口系オペレーター）
- 勇者死す。（フローラ）
- りっく☆じあ〜す（チャーフィー、M24軽戦車、北富士彩恵、守山綾音）

2017年
- スクールスタードリーム 〜カミオシ！〜（日永千雪）
- ファイアーエムブレム ヒーローズ（2017年 - 2023年、エスト、ロス、カゲロウ）
- ダンまち -クロス・イストリア- （ティオナ・ヒリュテ）
- ブレイブリーデフォルト フェアリーズエフェクト（シェリー・カーマイン）
- トリックスター 召喚士になりたい（ジャクリン）
- Re:ゼロから始める異世界生活 -DEATH OR KISS-（ラム）
- さんぽけ〜三国志大戦ぽけっと〜（大喬、虜翻、戯志才、張春華、卞氏、夏侯月姫、鄒氏、黄月英、劉禅）
- ダンジョントラベラーズ2-2 闇堕ちの乙女とはじまりの書（ジーナ）
- ファイアーエムブレム Echoes もうひとりの英雄王（エスト）
- 戦艦少女R（ネルソン、サリバン）
- ルナプリ from 天使帝國（煌樹まみか）
- ダンジョンに出会いを求めるのは間違っているだろうか 〜メモリア・フレーゼ〜 （ティオナ・ヒリュテ）
- ブレイブウィッチーズVR-Operation Baba_yaga-雪中迎撃戦（管野直枝）
- アイドルマスター ミリオンライブ! シアターデイズ（2017年 - 2024年、松田亜利沙）
- ディアホライゾン（アイリ、ヒルデ、クオーツ、キラ）
- スクールガールストライカーズ トゥインクルメロディーズ（栗本遥）
- ヴァルハラフロント〜パニッシュメントデイズ〜（宇佐美涼香）
- アナザーエデン（メリナ）
- 無人戦争2099（ルーシー・ペイジ）
- ヴァルキリーコネクト （2017年 - 2023年、蹴姫ウリン、竜人少女リタ、ラム）
- ゴシックは魔法乙女〜さっさと契約しなさい!〜（ラム）
- ぱすてるメモリーズ（町屋結衣奈）
- 真・女神転生 DEEP STRANGE JOURNEY（ウィリアムズ）
- プリプリちぃちゃん!! プリプリ デコるーむ! （ちぃちゃん）
- リトルウィッチアカデミア 時の魔法と七不思議（コンスタンツェ・アマーリエ・フォン・ブラウンシュバンク＝アルブレヒツベルガー、ワンガリ）
- ガールズ&パンツァー 戦車道大作戦！（ラム）
- きららファンタジア（2017年 - 2022年、村上椎奈、メグ）
- ミトラスフィア（ほんわか娘、猫娘）

2018年
- エターナルリンケージ〜蒼穹のアムネシア〜（エレジーア）
- ロボットガールズZ ONLINE（ゴーバリアン〈ゴーバリさん〉）
- 戦国アスカZERO（ラム）
- ディシディア ファイナルファンタジー オペラオムニア（アリゼー）
- 黒騎士と白の魔王（ラム）
- グラフィティスマッシュ（2018年 - 2020年、クララ、ラム）
- Caligula Overdose -カリギュラ オーバードーズ-（柏葉琴乃）
- 式姫転遊記（かんな）
- ORDINAL STRATA -オーディナル ストラータ（ラム）
- 白猫テニス（ラム）
- テリアサーガ（ティオナ・ヒリュテ）
- New ガンダムブレイカー（サクライ マリカ）
- 誰ガ為のアルケミスト（2018年 - 2020年、リーファ、ラム）
- 天空のクラフトフリート（ラム）
- 交響性ミリオンアーサー（モードレッド）
- アークザラッド R（シェリル）
- かんぱに☆ガールズ（ラム）
- 共闘ことばRPG コトダマン（2018年 - 2020年、大門山ツラヌキ、ラム）
- バクレツモンスター（ラム）
- アトリエオンライン 〜ブレセイルの錬金術士〜（エスカ）

2019年
- ネルケと伝説の錬金術士たち 〜新たな大地のアトリエ〜（エスカ・メーリエ）
- ヴァイタルギア（カリン）
- トリニティセブン -夢幻図書館と第7の太陽-（倉田ユイ）
- ラストクラウディア（ティリア）
- ナナカゲ 〜7つの王国と月影の傭兵団〜（テロス）
- プリンセスコネクト！Re:Dive（ラム）
- 妖怪ウォッチ4 ぼくらは同じ空を見上げている / 4++（姫乃アヤメ、キュンシー / ズッキュンシー）
- SHOW BY ROCK!!（ジャクリン）
- クイズRPG 魔法使いと黒猫のウィズ（アレスちゃん / アレイシア）
- 社長、バトルの時間です!（2019年 - 2020年、ニーアルラ・ソル＝ネフレ、ラム）
- 雀魂（小鳥遊雛田、五十嵐陽菜）
- マギアレコード 魔法少女まどか☆マギカ外伝（日向茉莉）
- けものフレンズ3（ハシビロコウ）
- パズル&ドラゴンズ（大門山ツラヌキ）
- ダンジョンに出会いを求めるのは間違っているだろうか インフィニト・コンバーテ（ティオナ・ヒリュテ）

2020年
- SHOW BY ROCK!! Fes A Live（ジャクリン）
- 東京放課後サモナーズ（ナタ、エリイ、∀アイザック）
- ブレイドエクスロード（ラム）
- Re:ゼロから始める異世界生活 Lost in Memories（ラム）
- maimai でらっくす Splash（らいむっくま）
- グランドサマナーズ（ラム）
- アークナイツ（アブサント）
- リトルウィッチアカデミア VR ほうき星に願いを（コンスタンツェ）
- ワールドウィッチーズ UNITED FRONT（管野直枝）
- ポコロンダンジョンズ（ラム）

2021年
- アイドルマスター ポップリンクス（松田亜利沙）
- Re:ゼロから始める異世界生活 偽りの王選候補（ラム）
- 魔界戦記ディスガイアRPG（ラム）
- カウンター・アームズ（AMX）
- Re:ゼロから始める異世界生活 禁書と謎の精霊（ラム）
- 異世界かるてっと ～激突! ぱずるすくーる～（ラム）
- ぷよぷよ!!クエスト（ラム）
- モンスターストライク（2021年 - 2022年、ラム）

2022年
- IDOLY PRIDE（2022年 - 2024年、miho）
- ヴェルヴェット・コード（イラストリアス、ネルソン）
- ＃コンパス 戦闘摂理解析システム（ラム）
- 逆転オセロニア（ティアマト）
- Re:ゼロから始める異世界生活 INFINITY（ラム）
- ガーディアンテイルズ（シンティラ）
- ハーヴェステラ（シュリカ）

2023年
- グランブルーファンタジー（ネリネ）
- かみながしじま 〜輪廻の巫女〜（八意胡桃）
- ダンジョンに出会いを求めるのは間違っているだろうか バトル・クロニクル（ティオナ・ヒリュテ）
- レスレリアーナのアトリエ 〜忘れられた錬金術と極夜の解放者〜（2023年 - 2024年、エスカ）
- 東方幻想エクリプス（古明地さとり）

2024年
- 勝利の女神:NIKKE（ラム）
- 妖怪ウォッチ ぷにぷに（ラム）

### ドラマCD
2011年
- ヘルズキッチン

2012年
- しゅらばら!

2013年
- 四百二十連敗ガール（椿玲奈）※単行本第2巻特装版同梱
- クトゥルフ神話TRPG リプレイ るるいえとらべらーず（安針塚京）
- 2.5次元どらま あうとぶれいく（江村リカ）
- ちゃんおぷ的な！ドラマ 2013冬（若井さくら）

2014年
- 少女兵器ドラマCD『少女兵器ラジオ局 戦地放送 vol.1 GA戦線異状なし!?』（A6M零戦二一型GA「レイジ」）
- ちゃんおぷ的ドラマ 〜四葉のリフレッシュ休暇 feat.凛&さくら 女子旅妄想会議！（若井さくら）
- Pacemaker Drama CD 〜わくわく学園ライフ☆かよとゆかいな仲間達〜（若井さくら）
- エスカ&ロジーのアトリエ 〜黄昏の空の錬金術士〜 後日談ドラマCD（エスカ・メーリエ）※ シャリーのアトリエ 〜黄昏の海の錬金術士〜 プレミアムボックス同梱
- Z/X IGNITIONスペシャルドラマCD 3（クゥン）※BD&DVD Vol.6 初回特典
- TVアニメ のんのんびより ドラマCD（一条蛍）

2015年
- アイドルマスター ミリオンライブ！ シリーズ（2015年 - 、松田亜利沙）
- 魔法少女育成計画in Dreamland （ディティック・ベル）
- Z/X -Zillions of enemy X- NF DramaCD (5)「冥闇と灼炎の追想曲」(上柚木八千代)

2016年
- Z/X -Zillions of enemy X- NF DramaCD (8)「Ｙ．Ｔ．黙示録　† ル・シエル メモワール †」 (上柚木八千代)
- TVアニメ「ファンタシースターオンライン2 ジ アニメーション」ドラマCD 〜清雅祭2027成功への道!〜（近衛ミカ）

2017年
- SHOW BY ROCK!!# スペシャルドラマCD（ジャクリン）※Blu-ray特装限定版 第3巻特典
- Z/X -Zillions of enemy X- NF DramaCD (11)「ソトゥニャシ放送局またたび」 (メインクーン)
- ダンジョンに出会いを求めるのは間違っているだろうか 外伝 ソード・オラトリア 小説8巻 ドラマCD付き限定特装版（ティオナ・ヒリュテ）
- TVアニメ「ダンジョンに出会いを求めるのは間違っているだろうか 外伝 ソード・オラトリア」 Vol.3 初回仕様版特典 オリジナルオーディオドラマ Vol.1（ティオナ・ヒリュテ）
- なまいきざかり。（姫野妃美子、女子A）※「花とゆめ」 2017年17号付録
- ブレイブウィッチーズ（管野直枝）
  - ウィッチーズ・ボイスレポートCD※BD&DVD 第2巻特典
  - 秘め歌コレクション 録り下ろしドラマCD Vol.1&3※Vol.1&2、5&6 Amazon同時購入特典
  - ドラマCD「ブレイクアップ・ウィッチーズ」※BD&DVD Vol.3 先着予約・購入特典

2018年
- スクールガールストライカーズ 〜トゥインクルメロディーズ〜 Melody Collection ボイスドラマ（栗本遥）

2021年
- Z/X -Zillions of enemy X- NF DramaCD 19「ソトゥなし放送局14ch」 (上柚木八千代)

2023年
- アークナイツ 3周年記念ドラマCD「ウルサスの子供たち」（アブサント）

### ラジオ
※はインターネット配信。
- 広橋涼×長嶋はるか×悠りょう（2010年 - 2012年、超!A&G+※）[446]
- four-tune!（2012年 - 2014年、マリン・エンタテインメント※）[447]
- 戦場のラジキュリア（2013年 - 2015年、音泉※）[205]
- のんのんびよりうぇぶらじお のんのんだより!なのん（2013年 - 2014年、音泉※・ランティスウェブラジオ※）[448]
- 嫁コレPRESENTS「あやりえの花嫁はじめました!」（2014年、アニメイトTV※）[449]
- ゆきんこ・りえしょんのいちごまみれだよ〜（2014年 - 2019年、ラジオ関西〈アニたまどっとコム〉）[450]
- ご注文はラジオですか?（2014年、音泉※・HiBiKi Radio Station※）[451]※第3回からコーナー出演
- えとたまらじお〜ソルラルくれにゃ!〜（2014年 - 2016年、2021年 - 、音泉※・HiBiKi Radio Station※）[452][453]
- 村川梨衣・大坪由佳のムラツボ研究所（2015年 - 2016年、文化放送・超!A&G+※）[454]
- 村川梨衣の a りえしょんぷり〜ず♡（2015年 - 2019年、超!A&G+※）[455]
- TVアニメ「SHOW BY ROCK!!」〜クリティクリスタ 聖MIDI女学園生徒会らじお♡〜（2015年、音泉※）[456]
- のんのんびよりうぇぶらじお のんのんだより りぴーと!なのん（2015年 - 2016年、音泉※）[457]
- ムラツボ研究室（2016年 - 2017年、文化放送「せがあぷラジオ」内）[458]
- ムラツボ反省会（2016年、YouTube※）[459]
- ご注文はラジオですか??〜チマメ隊のポポロンラジオ〜（2016年 - 2018年、文化放送）[460]
- 村川梨衣と大橋彩香のアニラジアワード・グランプリ!（2018年、ラジオ大阪・AG-ON Premium※・音泉※・HiBiKi Radio Station※）[461]
- ご注文はラジオですか?BLOOM（2020年、音泉、YouTube※）[462]
- のんのんびよりうぇぶらじお のんのんだより のんすとっぷ!なのん（2021年、音泉※）[463]

### ラジオCD
2013年
- ＜音泉＞スペシャルCD2013夏
- 「戦場のラジキュリア」 Vol.1
- ビビッドレッド・ラジオペレーション Vol.1 - 2※ゲスト

2014年
- アニたまパーソナリティ ハッピーディスク※アニたまSHOP通販特典
- ＜音泉＞スペシャルCD2014夏&冬
- ラジオCD 「ご注文はラジオですか?」 Vol.1 - 3※コーナーパーソナリティ
- 佐倉綾音 Ayane*LDK DJCD Vol.2※ゲスト
- 「のんのんびよりうぇぶらじお のんのんだより!なのん」 いち - さん
- 「のんのんびよりうぇぶらじお のんのんだより!なのん」 いち 音mart特典 録り下ろしCD
- まよなかデリバリーCD 第3便※ゲスト
- ゆきんこ・りえしょんのいちごまみれだよ〜 ラジオCD 1カゴめ※初回限定盤はボーナストラック入り

2015年
- うぇぶらじお「のんのんだより りぴーと！ しゃっふる」2※BD&DVD 第2巻 初回生産特典
- 「えとたまらじお〜ソルラルくれにゃ!〜」
  - ＜音泉＞サプリCD2015春
  - 聴いたら4倍楽しめる可能性のあるCD※ラジオCD「えとたま」Vol.3 今こそ神楽遷偶を決めろ！すごろくせっと同梱
  - ダイジェストCD 100円(税込)くれにゃ！※AnimeJapan 2015限定
  - ラジオCD Vol.1 - 3

- ＜音泉＞スペシャルCD2015夏&冬
- 「のんのんびよりうぇぶらじお のんのんだより りぴーと!なのん」 いち - に
- ゆきんこ・りえしょんのいちごまみれだよ〜 ラジオCD 2 - 3カゴめ&番外編1パックめ※初回限定盤はボーナストラック入り

2016年
- うぇぶらじお「のんのんだより りぴーと！ しゃっふる」6※BD&DVD 第6巻 初回生産特典
- 「えとたまらじお〜ソルラルくれにゃ!〜」
  - ＜音泉＞サプリCD2016春
  - ラジオCD Vol.4

- 「のんのんびよりうぇぶらじお のんのんだより りぴーと!なのん」 さん
- のんのんだより りぴーと！すぺしゃるなのん※ラジオCD第3巻 音泉通販限定特典
- ゆきんこ・りえしょんのいちごまみれだよ〜 ラジオCD 4 - 5カゴめ&番外編2パックめ※初回限定盤はボーナストラック入り
- 『Re:ゼロから始める異世界ラジオ生活』Vol.1 - 3※ゲスト

2017年
- 「ステラのまほうSNS部の進捗どうですか？」※BD&DVD 第3巻 初回生産特典（ゲスト）
- ゆきんこ・りえしょんのいちごまみれだよ〜Ｍカード特別編 ぱんだ・うさぎ
- ゆきんこ・りえしょんのいちごまみれだよ〜 ラジオCD 6 - 7カゴめ&番外編3パックめ※初回限定盤はボーナストラック入り
- 『Re:ゼロから始める異世界ラジオ生活』Vol.4※ゲスト
- ラジオCD「連盟空軍広報局公式放送　LNAF.OA.ラジオワールドウィッチーズ　出張版！」※BD&DVD限定版 Amazon全巻購入特典

2018年
- DJCD「のんのんだより ばけーしょん！なのん」
- ゆきんこ・りえしょんのいちごまみれだよ〜 ラジオCD 8カゴめ※初回限定盤はボーナストラック入り

2019年
- ゆきんこ・りえしょんのいちごまみれだよ〜 ラジオCD 9カゴめ
- ラジオCD 「ぱすてるメモリーズらじお 〜さあ、ウイルスちゃんたち、やっておしまい！〜」※TVアニメ BD-Box 初回特典（ゲスト）

### 吹き替え
- レゴ フレンズ 〜ともだち キラキラ! ものがたり〜（クレア[505]）

### テレビ番組
※はインターネット配信。
- 2.5次元てれび（2012年 - 2013年、2.5次元てれびWebサイト※）[506]
- ビビッドレッド・オペレーション／ニコ生トーク・オペレーション!（2013年、ニコニコ生放送※）[507]
- 2.5次元あうと（2013年、2.5次元てれびWebサイト※）[508]
- 猫ブース鬼パーセント芋!!（2014年 - 2016年、ニコニコ生放送※）[509]※不定期
- りえしょんのアトリエしょん（2014年 - 2014年、ニコニコ生放送※）[510]
- ご注文はニコ生ですか?（2014年、ニコニコ生放送※）[451]
- 『魔法少女大戦』応援番組“まほテレ”（2014年、ニコニコ生放送※・AmebaStudio※）[511]
- TVアニメ「えとたま」ニコニコ生放送 干支〜ク！（2014年 - 、ニコニコ生放送※）[512]
- のんのんびよりってなんなのん!!?（2015年、テレビ東京）[513]
- 「のんのんびより りぴーと」声優ミニ番組「駄菓子でのんびり楽しむのん」（2015年、AT-X）[514]
- 動く！ムラツボ研究所（2015年 - 2016年、セガネットワークスアワー公式サイト※）[454]
- にじがくっ！ニコニコ生放送！（2016年 - 2017年 、ニコニコ生放送※）[515]※不定期
- 週刊RiEMUSiC（2017年 - 、YouTube※）[516]
- ダンまち情報局オラジオZ（2018年 - 2019年、YouTube Live※）[517]

### 映像商品
2013年
- 金朋声優ラボ Vol.3※ゲスト
- 佐倉綾音 Ayane*LDK DJCD Vol.1 豪華盤※新録ゲスト
- 声優的！つかの間のリア充ライフ!! 略して ツカ充!沖縄篇
- nano.RIPE 12thシングル「なないろびより」 MV
- のんのんびより 「MF文庫 夏の学園祭2013」ステージイベント※BD&DVD 第1巻特典
- ビビッドレッド・オペレーション スペシャルLIVEオペレーション※BD&DVD 第6巻 限定版特典
- four-tune! DVD すてっぷ わんっ!

2014年
- THE IDOLM@STER MILLION LIVE! 1stLIVE HAPPY☆PERFORM@NCE!! Blu-ray Day2
- エスカ&ロジーのアトリエ 〜黄昏の空の錬金術士〜 エスカ&ロジーとあとりえしょん① - ⑥※BD&DVD 各巻特典
- ご注文はうさぎですか? スペシャルイベント 〜Rabbit House Tea Party 2014〜※BD&DVD 第6巻 初回限定特典
- 人狼バトル〜missing girl in fairyland〜
- 声優ゆめ日記〜村川梨衣〜
- 宝探し 探偵学園エデン 〜怪盗アビルからの挑戦〜
- みならいディーバ（※生アニメ） 水面下ダイジェスト映像※Blu-ray全5巻 各巻特典
- みならいディーバ（※生アニメ） 最終回生放送ライブの水面下映像DVD※きゃにめ.jp限定 BD&DVD 全巻購入特典

2015年
- THE IDOLM@STER MILLION LIVE! 2ndLIVE ENJOY H@RMONY!! Live Blu-ray "COMPLETE THE@TER"
- THE IDOLM@STER MILLION LIVE! 2ndLIVE ENJOY H@RMONY!! Live Blu-ray Day2
- えとたま  はなべえの干支狩りじゃ〜！DVD その1※BD&DVD【音泉通販限定】 第1巻〜第3巻連続購入特典
- 『ケイオスドラゴン』 TVアニメ“赤竜戦役”×スマホゲーム“混沌戦争”合同イベント 第一夜収録映像※BD&DVD 第一夜 特典
- 「トリニティセブン  777人プレミアム試写会」イベント映像収録DVD※BD&DVD 第3巻初回特典
- トリニティセブン スペシャルイベント 〜魔道祭（スクールフェスティバル）〜
- nano.RIPE 14thシングル「こだまことだま」 MV
- のんのんびより りぴーと 「駄菓子でのんびり楽しむのん！」いち - ろく※BD&DVD 各巻特典
- ログ・ホライズン第2シリーズ 座談会 “アキバレイド”メンバー声優陣※BD&DVD 第2巻特典

2016年
- THE IDOLM@STER MILLION LIVE! 3rdLIVE TOUR BELIEVE MY DRE@M!! LIVE Blu-ray  02@SENDAI、04@OSAKA【DAY2】
- ご注文はうさぎですか??Rabbit House Tea Party 2016
- 声優シェアハウス 渕上舞の今日は雨だから… Vol.1※ゲスト
- TVアニメ「ステラのまほう」 キャスト実写動画（AT-Xにて放送された番組）※BD&DVD 第1巻特典
- 津田のラジオ「っだー!!」 ファンディスク VOL.3〜北海道編〜※ゲスト
- 猫ブース鬼パーセント入浴!! 女を賭けた宴会芸対決の全てをモイッス!!
- 「ブレイブウィッチーズ」エンディング・テーマ コレクション DVD付き限定盤※キャスト対談
- 魔法笑女マジカル☆うっちーVol.6

2017年
- THE IDOLM@STER MILLION LIVE! 3rdLIVE TOUR BELIEVE MY DREAM!! LIVE Blu-ray 06&07@MAUHARI  ※完全生産限定盤 特典映像のみ出演
- アクションヒロイン チアフルーツ オープニング・テーマ 「情熱☆フルーツ」 初回限定盤※キャストインタビュー
- Animelo Summer Live 2016 刻-TOKI- 8.26 Blu-ray
- TVアニメ「ステラのまほう」 キャスト実写動画（AT-Xにて放送された番組を収録）※BD&DVD 第2巻特典
- 声優シェアハウス 津田美波の津田家-TSUDAYA- Vol.3※ゲスト
- トリニティセブン スペシャルイベント 〜美少女魔道士と夏休み〜
- PS4「リトルウィッチアカデミア 時の魔法と七不思議」初回限定生産版同梱 キャスト座談会

2018年
- THE IDOLM@STER MILLION LIVE! 4thLIVE TH@NK YOU for SMILE! LIVE Blu-ray
  - COMPLETE THE@TER
  - 【DAY1】
  - 【DAY3】

- Animelo Summer Live 2017 -THE CARD- 8.26
- 「チマメ隊ワンマンライブ chimame march in OSAKA」ダイジェスト映像※OVA『ご注文はうさぎですか?? 〜Dear My Sister〜』 BD&DVD 初回限定生産特典
- TVアニメ「ヒナまつり」出演者座談会※同作EDテーマCD 初回限定盤同梱

2019年
- THE IDOLM@STER MILLION LIVE! 5thLIVE BRAND NEW PERFORM@NCE!!! COMPLETE THE@TER、DAY1

2020年
- THE IDOLM@STER MILLION LIVE! 6thLIVE TOUR UNI-ON@IR!!!! LIVE Blu-ray Princess STATION @KOBE（2020年）
- THE IDOLM@STER MILLION LIVE! 6thLIVE TOUR UNI-ON@IR!!!! SPECIAL LIVE Blu-ray（2020年）
- バンダイナムコエンターテインメントフェスティバル 2days LIVE Blu-ray（2020年）

2022年
- THE IDOLM@STER MILLION LIVE! 7thLIVE Q@MP FLYER!!! Reburn LIVE Blu-ray DAY1（2022年）[575][576][577]
- THE IDOLM＠STER MILLION LIVE! 8thLIVE Twelw@ve LIVE Blu-ray DAY1（2022年）[578][579]

### ナレーション
テレビ番組
- 〜5th Anniversary〜 テレビ朝日ドリームフェスティバル2015（CSテレ朝：2016年1月30日）
- かまいガチ（テレビ朝日：2022年3月4日）

CM
- それいけ!アンパンマン ジャムおじさんのやきたてパン工場（2012年）
- 駿河屋  高槻店 ラジオCM（2015年）
- コミックス「ライセカミカ」 CM（2018年）

PV
- ジャケぐるみくーた（2011年）
- モジャモジャフレンドチャーム「キョロディ」（2011年）
- オレ様キングダム 恋もマンガもデビューを目指せ!ドキドキLOVEレッスン（2011年）

その他
- シュガーズの週末は甘えナイト! 番組ナレーション（2012年 - 2013年）（TBSラジオ）
- 読売新聞コラム 「編集手帳」 朗読（2019年、YouTube）

### パチンコ・パチスロ
- CRえとたま（2016年、にゃ〜たん[590]）
- パチスロ ビビッドレッド・オペレーション（2017年、二葉あおい[591]）
- Re:ゼロから始める異世界生活（2019年、ラム[592]）
- P SHOW BY ROCK!!（2019年、ジャクリン）
- P Re:ゼロから始める異世界生活（2021年、ラム）
- Pフィーバー アイドルマスター ミリオンライブ!（2021年、松田亜利沙[593]）
- パチスロ アイドルマスター ミリオンライブ!（2021年、松田亜利沙[594]）
- Pビビッドレッドオペレーション（2021年、二葉あおい[595]）
- Sえとたま（2022年、にゃ〜たん）

### その他コンテンツ
2012年
- ラジオドラマ シンクロノシティ Listen! WONDERGROUND  赤坂駅『龍はドカドカ』

2013年
- インターネットラジオステーション音泉 インフォメーション ナビゲーター（2013年4月、2015年4月、2016年6月）
- VOMIC センセイ君主（2013年、結衣）
- Pacemaker応援キャラクター（若井さくら）

2014年
- 「ご注文はうさぎですか?」 お兄ちゃんのねぼすけ目覚まし時計 チマメ隊Ver.（メグ）※スペシャルイベント 〜Rabbit House Tea Party 2014〜 グッズ
- 「ご注文はうさぎですか?」 BD&DVD第6巻 ジャケット題字

2015年
- TVアニメ「えとたま」第12話（最終話）エンドカードイラスト
- SHOW BY ROCK!! ボイス付きLINEスタンプ（ジャクリン）

2016年
- 音泉通販 「村川梨衣キャンペーン」（録りおろしボイスメッセージ）
- KAI-YOU.net 「おやす眠眠打破」検証企画（YouTube）
- 新スキイモ「声優ですが歌ってみた企画」本田美奈子の「Oneway Generation」、風間三姉妹の「Remember」カバー（YouTube）
- アプリ にじがくっ!（東雲秋羽）
- ハンゲーム16周年特別企画 HG16ハートJK ぷろじぇくと「ありがとう JK メーカー」（女子高生）
- TVアニメ「ブレイブウィッチーズ」 第9話 劇中文字

2017年
- 「ご注文はうさぎですか??」 チマメ隊 ボイス入り時計（メグ）
- ゲーム「バンドやろうぜ!」 ボイス付きLINEスタンプ（ミント）
- プリプリちぃちゃん!! 関連グッズ（ちぃちゃん）
  - おしゃべりぬいぐるみ おぱんつちぃちゃん
  - プリプリショット

- アプリ MAPLUS+（ラム）
- TVアニメ「Re:CREATORS」 完全生産限定版BD&DVD 第5巻特典CD※キャスト座談会
- アプリ まいにちコンパイルハート（リリア）

2018年
- ストーリー閲覧アプリ あんさんぶるガールズ!! 〜Memories〜（深鳥ふみ）
- ごちうさアラーム 〜チマメ隊編〜（チマメ隊アラーム）&しゃべるごちうさスタンプ チマメ隊編（メグ）
- アプリ のんのんびよりアラーム 〜いつでもいっしょなのん！〜（一条蛍）

2020年
- バンめし♪（小野崎美鶯 / うぐいす）

2021年
- 漫画動画『異世界に転生したら投資を勧められた件』（レシオ）
- TRUE WIRELESS STEREO EARPHONES アニメ『古見さんは、コミュ症です。』モデル（長名なじみ）

2022年
- ボイスコミック『暗殺者の暗子ちゃん』（安藤夏暗子）

## ディスコグラフィ

### シングル
|            | 発売日         | タイトル                            | 規格品番                        | 規格品番   | オリコン 最高位 |
| 初回限定盤 | 発売日         | タイトル                            | 通常盤                          |            | オリコン 最高位 |
| ---------- | -------------- | ----------------------------------- | ------------------------------- | ---------- | --------------- |
| 1st        | 2016年6月1日   | Sweet Sensation/Baby, My First Kiss | COZC-1164/5 (A) COZC-1166/7 (B) | COCC-17126 | 13位            |
| 2nd        | 2016年11月2日  | ドキドキの風                        | COZC-1250/1                     | COCC-17137 | 27位            |
| 3rd        | 2017年5月17日  | Tiny Tiny/水色のFantasy             | COZC-1312/3 (A) COZC-1314/5 (B) | COCC-17259 | 14位            |
| 4th        | 2017年10月11日 | Night terror                        | COZC-1373/4                     | COCC-17343 | 16位            |
| 5th        | 2018年5月23日  | Distance                            | COZC-1440/1                     | COCC-17456 | 28位            |
| 6th        | 2019年2月20日  | はじまりの場所                      | COZC-1516/7                     | COCC-17555 | 33位            |

### アルバム
|       | 発売日        | タイトル    | 規格品番    | 規格品番    | 規格品番   | オリコン 最高位 |
| CD+BD | 発売日        | タイトル    | CD+DVD      | CD          |            | オリコン 最高位 |
| ----- | ------------- | ----------- | ----------- | ----------- | ---------- | --------------- |
| 1st   | 2017年1月11日 | RiEMUSiC    | COZX-1270/1 |             | COCX-39786 | 17位            |
| 2nd   | 2018年2月28日 | RiESiNFONiA | COZX-1414/5 | COZX-1416/7 | COCX-40277 | 20位            |

### タイアップ曲
| 楽曲            | タイアップ                                                           | 時期   |
| --------------- | -------------------------------------------------------------------- | ------ |
| Sweet Sensation | テレビアニメ『12歳。〜ちっちゃなムネのトキメキ〜』オープニングテーマ | 2016年 |
| ドキドキの風    | テレビアニメ『私がモテてどうすんだ』エンディングテーマ               | 2016年 |
| Tiny Tiny       | テレビアニメ『フレームアームズ・ガール』オープニングテーマ           | 2017年 |
| Dreamy Lights   | Webアニメ『ルナたん 〜1万年のひみつ〜』イメージソング                | 2017年 |
| Distance        | テレビアニメ『ヒナまつり』オープニングテーマ                         | 2018年 |
| はじまりの場所  | テレビアニメ『ピアノの森』第2シリーズエンディングテーマ              | 2019年 |

### キャラクターソング
| 発売日   | 商品名 | 歌 | 楽曲 | 備考                                                                                            |
| 2013年   | 2013年 | 2013年 | 2013年 | 2013年                                                                                          |
| -------- | --- | --- | --- | ----------------------------------------------------------------------------------------------- |
| 3月27日  | ビビッドレッド・オペレーション Blu-ray&DVD 第1巻特典CD                                                                         | 一色あかね（佐倉綾音）、二葉あおい（村川梨衣） | 「WE ARE ONE!」 | テレビアニメ『ビビッドレッド・オペレーション』エンディングテーマ                                |
| 3月27日  | ビビッドレッド・オペレーション Blu-ray&DVD 第1巻特典CD                                                                         | 二葉あおい（村川梨衣） | 「なんでもちゃんと」 | テレビアニメ『ビビッドレッド・オペレーション』関連曲                                            |
| 4月24日  | THE IDOLM@STER LIVE THE@TER PERFORMANCE 01 Thank You!                                                                          | 765 MILLIONSTARS | 「Thank You!」 | ゲーム『アイドルマスター ミリオンライブ！』テーマソング                                         |
| 4月24日  | THE IDOLM@STER LIVE THE@TER PERFORMANCE 01 Thank You!                                                                          | 765THEATER ALLSTARS | 「Thank You!（765THEATER ver.）」 | ゲーム『アイドルマスター ミリオンライブ！』テーマソング                                         |
| 5月29日  | ビビッドレッド・オペレーション Blu-ray&DVD 第3巻特典CD                                                                         | 一色あかね（佐倉綾音）、二葉あおい（村川梨衣）、三枝わかば（大坪由佳）、四宮ひまわり（内田彩）、黒騎れい（内田真礼） | 「Vivid Shining Sky」 | テレビアニメ『ビビッドレッド・オペレーション』エンディングテーマ                                |
| 5月29日  | ビビッドレッド・オペレーション Blu-ray&DVD 第3巻特典CD                                                                         | 一色あかね（佐倉綾音）、二葉あおい（村川梨衣）、三枝わかば（大坪由佳）、四宮ひまわり（内田彩）、黒騎れい（内田真礼） | 「Let's be together!!」 | テレビアニメ『ビビッドレッド・オペレーション』関連曲                                            |
| 7月26日  | HOLiDAY HOLyDAY | アバロン（村川梨衣） | 「walkers」 「walkers （朗読Ver.）」                                                                                                 |                                                                                                 |
| 11月6日  | のんのん日和 | 宮内れんげ（小岩井ことり）、一条蛍（村川梨衣）、越谷夏海（佐倉綾音）、越谷小鞠（阿澄佳奈） | 「のんのん日和」 | テレビアニメ『のんのんびより』エンディングテーマ                                                |
| 11月6日  | のんのん日和 | 一条蛍（村川梨衣）、越谷夏海（佐倉綾音） | 「ひだまり笑顔」 | Webラジオ『のんのんだより なのん』オープニングテーマ                                            |
| 12月25日 | THE IDOLM@STER LIVE THE@TER PERFORMANCE 09                                                                                     | 秋月律子（若林直美）、木下ひなた（田村奈央）、佐竹美奈子（大関英里）、松田亜利沙（村川梨衣） | 「Helloコンチェルト」 | ゲーム『アイドルマスター ミリオンライブ！』関連曲                                               |
| 12月25日 | THE IDOLM@STER LIVE THE@TER PERFORMANCE 09                                                                                     | 松田亜利沙（村川梨衣） | 「チョー↑元気Show☆アイドルch@ng!」                                                                                                   | ゲーム『アイドルマスター ミリオンライブ！』関連曲                                               |
| 12月25日 | のんのんびより Blu-ray&DVD 第1巻特典CD                                                                                         | 一条蛍（村川梨衣） | 「ほんわかハミング」 | テレビアニメ『のんのんびより』関連曲                                                            |
| 2014年   | | | |                                                                                                 |
| 5月28日  | のんのんびより Blu-ray&DVD 第6巻特典CD                                                                                         | 宮内れんげ（小岩井ことり）、一条蛍（村川梨衣） | 「いっしょに帰ろう」 | テレビアニメ『のんのんびより』関連曲                                                            |
| 5月28日  | ぽっぴんジャンプ♪ | チマメ隊 | 「ぽっぴんジャンプ♪」 | テレビアニメ『ご注文はうさぎですか？』エンディングテーマ                                        |
| 5月28日  | ぽっぴんジャンプ♪ | メグ（村川梨衣） | 「ぽっぴんジャンプ♪〜メグVer.〜」 | テレビアニメ『ご注文はうさぎですか？』関連曲                                                    |
| 8月27日  | ご注文はうさぎですか？ キャラクターソングアルバム                                                                              | チマメ隊 | 「きらきらエブリディ」 | テレビアニメ『ご注文はうさぎですか？』関連曲                                                    |
| 9月17日  | Run Diva Run | みならいディーバ | 「Run Diva Run」 | アニメ『みならいディーバ（※生アニメ）』オープニングテーマ                                       |
| 9月17日  | Run Diva Run | みならいディーバ | 「Encore」 | アニメ『みならいディーバ（※生アニメ）』エンディングテーマ                                       |
| 11月19日 | SHaVaDaVa in AMAZING♪ | ユイレヴィ♡ | 「SHaVaDaVa in AMAZING♪」 | テレビアニメ『トリニティセブン』エンディングテーマ                                              |
| 11月19日 | SHaVaDaVa in AMAZING♪ | 倉田ユイ（村川梨衣） | 「SHaVaDaVa in AMAZING♪ (Ark Symphony Form)」                                                                                        | テレビアニメ『トリニティセブン』関連曲                                                          |
| 11月26日 | THE IDOLM@STER LIVE THE@TER HARMONY 05                                                                                         | リコッタ | 「HOME, SWEET FRIENDSHIP」 「Welcome!!」                                                                                             | ゲーム『アイドルマスター ミリオンライブ！』関連曲                                               |
| 11月26日 | THE IDOLM@STER LIVE THE@TER HARMONY 05                                                                                         | 松田亜利沙（村川梨衣） | 「Up!10sion♪Pleeeeeeeeease!」 | ゲーム『アイドルマスター ミリオンライブ！』関連曲                                               |
| 12月24日 | pop'n music ラピストリア original soundtrack Vol.1                                                                             | 猫叉Master feat.ミミニャミ | 「TWINKLING」 | ゲーム『pop'n music ラピストリア』関連曲                                                        |
| 2015年   | | | |                                                                                                 |
| 4月4日   | THE IDOLM@STER LIVE THE@TER SOLO COLLECTION Vol.01                                                                             | 松田亜利沙（村川梨衣） | 「Helloコンチェルト」 | ゲーム『アイドルマスター ミリオンライブ！』関連曲                                               |
| 4月22日  | リトライ☆ランデヴー | にゃ〜たん（村川梨衣） | 「リトライ☆ランデヴー」 「リトライ☆ランデヴー[TVsize ver.]」                                                                         | テレビアニメ『えとたま』オープニングテーマ                                                      |
| 4月22日  | リトライ☆ランデヴー | にゃ〜たん（村川梨衣） | 「そるらる★とんちんかん」 「リトライ☆ランデヴー（もーっと！うるさいにゃ〜たんMIX）」                                                 | テレビアニメ『えとたま』関連曲                                                                  |
| 4月22日  | blue moment | ソルラルBOB | 「blue moment」 「blue moment[TVsize ver.]」                                                                                         | テレビアニメ『えとたま』エンディングテーマ                                                      |
| 4月22日  | blue moment | エトリオール | 「ソルラルくれにゃ！」 | ラジオ「えとたまらじお〜ソルラルくれにゃ！〜」テーマソング                                      |
| 4月22日  | blue moment | ソルラルBOB | 「blue moment （LIVE ARRANGE ver.）」                                                                                                | テレビアニメ『えとたま』エンディングテーマ                                                      |
| 5月13日  | えとたま Blu-ray&DVD 第弐巻 きゃにめ.jp限定版特典                                                                              | にゃ〜たん（村川梨衣） | 「blue moment （ソルラルチャージver.）」                                                                                             | テレビアニメ『えとたま』エンディングテーマ                                                      |
| 5月20日  | えとたまキャラクターソングミニアルバム (1) 「激メシ!!わがにゃの晩ごはん」                                                      | にゃ〜たん（村川梨衣）、モ〜たん（松井恵理子）、ピヨたん（佐々木未来） | 「激メシ!!わがにゃの晩ごはん」 | テレビアニメ『えとたま』関連曲                                                                  |
| 5月20日  | えとたまキャラクターソングミニアルバム (1) 「激メシ!!わがにゃの晩ごはん」                                                      | にゃ〜たん（村川梨衣） | 「これがにゃあの生きる道」 「blue moment （もーっと！にゃ〜たんver.）」                                                              | テレビアニメ『えとたま』関連曲                                                                  |
| 6月3日   | Yes!アイドル♥宣言 | クリティクリスタ | 「Yes!アイドル♥宣言」 「Attention, Please!!」                                                                                        | テレビアニメ『SHOW BY ROCK!!』関連曲                                                            |
| 7月15日  | ぴょん'sぷりんぷるん | チマメ隊 | 「ぴょん'sぷりんぷるん」 | テレビアニメ『ご注文はうさぎですか？』関連曲                                                    |
| 7月15日  | ぴょん'sぷりんぷるん | メグ（村川梨衣） | 「ナイショのはなしは夢の中で」 | テレビアニメ『ご注文はうさぎですか？』関連曲                                                    |
| 8月5日   | ULTRA ORANGE MIX!!01〜P's ANISONG〜                                                                                            | ソルラルBOB | 「blue moment」 | テレビアニメ『えとたま』エンディングテーマ                                                      |
| 8月5日   | ULTRA ORANGE MIX!!01〜P's ANISONG〜                                                                                            | にゃ〜たん（村川梨衣） | 「リトライ☆ランデヴー」 | テレビアニメ『えとたま』オープニングテーマ                                                      |
| 8月12日  | ごちうさDJブレンド／ご注文はうさぎですか？キャラクターソングメドレー                                                           | チマメ隊 | 「ぽっぴんジャンプ♪（PandaBoY REMIX）」 「きらきらエブリディ」 「ぽっぴんジャンプ♪」 「Daydream café 〜チマメ隊Ver.〜」              | テレビアニメ『ご注文はうさぎですか？』関連曲                                                    |
| 8月26日  | 初めてガールズ！ | 一年藤組 | 「初めてガールズ！」 | テレビアニメ『わかば*ガール』関連曲                                                             |
| 9月9日   | おかえり | 宮内れんげ（小岩井ことり）、一条蛍（村川梨衣）、越谷夏海（佐倉綾音）、越谷小鞠（阿澄佳奈） | 「おかえり」 | テレビアニメ『のんのんびより りぴーと』エンディングテーマ                                       |
| 9月9日   | おかえり | 一条蛍（村川梨衣）、越谷夏海（佐倉綾音） | 「エバーグリーンサマー」 | テレビアニメ『のんのんびより りぴーと』関連曲                                                   |
| 9月13日  | Z/X -Zillions of enemy X- NF DramaCD (5) 「冥闇と灼炎の追想曲」                                                                | 上柚木八千代（村川梨衣）、アルモタヘル（村中知） | 「Changing the Fate」 | ドラマCD『Z/X』挿入歌                                                                           |
| 9月16日  | SHOW BY ROCK!! Blu-ray 第4巻 きゃにめ.jp限定版特典 ミニアルバム                                                                | ジャクリン（村川梨衣） | 「Yes!アイドル♥宣言」 「Attention, Please!!」                                                                                        | テレビアニメ『SHOW BY ROCK!!』関連曲                                                            |
| 9月30日  | THE IDOLM@STER LIVE THE@TER DREAMERS 01 Dreaming!                                                                              | MILLION ALLSTARS | 「Welcome!!」 | ゲーム『アイドルマスター ミリオンライブ！』関連曲                                               |
| 10月28日 | SHOW BY ROCK!! Blu-ray特装限定版 第5巻 特典CD                                                                                  | ホルミー（五十嵐裕美）、ジャクリン（村川梨衣） | 「Rhythm Friends」 | テレビアニメ『SHOW BY ROCK!!』関連曲                                                            |
| 11月11日 | ときめきポポロン♪ | チマメ隊 | 「ときめきポポロン♪」 | テレビアニメ『ご注文はうさぎですか??』エンディングテーマ                                        |
| 11月11日 | ときめきポポロン♪ | チマメ隊 | 「ときめきLOOPにのって」 | テレビアニメ『ご注文はうさぎですか??』関連曲                                                    |
| 11月11日 | ときめきポポロン♪ | メグ（村川梨衣） | 「ときめきポポロン♪ 〜メグver.〜」                                                                                                   | テレビアニメ『ご注文はうさぎですか??』関連曲                                                    |
| 12月2日  | チェインクロニクルキャラクターソングアルバム「ソングス・オブ・チェインクロニクル」                                             | バラクーダ（村川梨衣） | 「Barracuda No.1」 | ゲーム『チェインクロニクル』関連曲                                                              |
| 12月2日  | チェインクロニクルキャラクターソングアルバム「ソングス・オブ・チェインクロニクル」                                             | シャウナ（今井麻美）、テリリア（内田彩）、バスマ（村川梨衣）、シュゾン（大坪由佳） | 「SUKI SUKI REAL」 | ゲーム『チェインクロニクル』関連曲                                                              |
| 12月2日  | チェインクロニクルキャラクターソングアルバム「ソングス・オブ・チェインクロニクル」                                             | リヒト（緑川光）、ハンフ（今井麻美）、ファルベ（内田彩）、バラクーダ（村川梨衣）、シュゾン（大坪由佳） | 「CHAIN!〜義勇軍のテーマ〜」 | ゲーム『チェインクロニクル』関連曲                                                              |
| 12月2日  | チェインクロニクルキャラクターソングアルバム「ソングス・オブ・チェインクロニクル」                                             | ムラツボ研究所 | 「ぶれいくるーる」 | ラジオ『村川梨衣・大坪由佳のムラツボ研究所』テーマソング                                        |
| 12月25日 | のんのんびより りぴーと Blu-ray&DVD 第4巻特典CD                                                                                | 一条蛍（村川梨衣） | 「レター・フロム・マイ・カントリー」                                                                                                 | テレビアニメ『のんのんびより りぴーと』関連曲                                                   |
| 2016年   | | | |                                                                                                 |
| 1月27日  | THE IDOLM@STER LIVE THE@TER DREAMERS 05                                                                                        | 木下ひなた（田村奈央）、四条貴音（原由実）、豊川風花（末柄里恵）、野々原茜（小笠原早紀）、双海亜美（下田麻美）、松田亜利沙（村川梨衣）、三浦あずさ（たかはし智秋）、百瀬莉緒（山口立花子）、横山奈緒（渡部優衣）、ロコ（中村温姫） | 「Dreaming!」 | ゲーム『アイドルマスター ミリオンライブ！』関連曲                                               |
| 1月27日  | THE IDOLM@STER LIVE THE@TER DREAMERS 05                                                                                        | 松田亜利沙（村川梨衣）、横山奈緒（渡部優衣） | 「夜に輝く星座のように」 | ゲーム『アイドルマスター ミリオンライブ！』関連曲                                               |
| 1月30日  | THE IDOLM@STER LIVE THE@TER SOLO COLLECTION Vo.03 Vocal Edition                                                                | 松田亜利沙（村川梨衣） | 「HOME, SWEET FRIENDSHIP」 | ゲーム『アイドルマスター ミリオンライブ！』関連曲                                               |
| 2月17日  | ループしてる/あすいろ恋模様 | クリティクリスタ | 「あすいろ恋模様」 | テレビアニメ『SHOW BY ROCK!!』関連曲                                                            |
| 2月24日  | LoSe±CoNtRoL | バニー（村川梨衣）、チャイナ（沖佳苗）、体操服（山崎はるか） | 「Uniform Resource Name」 | テレビアニメ『紅殻のパンドラ』関連曲                                                            |
| 5月2日   | ご注文はうさぎですか?? BD・DVD第5巻特典CD                                                                                      | チマメ隊 | 「お手伝いのラララン添えはいかがですか？」                                                                                           | テレビアニメ『ご注文はうさぎですか??』関連曲                                                    |
| 6月3日   | ご注文はうさぎですか?? BD・DVD第6巻特典CD                                                                                      | ココア（佐倉綾音）、チノ（水瀬いのり）、リゼ（種田梨沙）、千夜（佐藤聡美）、シャロ（内田真礼）、マヤ（徳井青空）、メグ（村川梨衣） | 「本日は誠にラリルレイン」 | テレビアニメ『ご注文はうさぎですか??』関連曲                                                    |
| 7月6日   | TVアニメ「ファンタシースターオンライン2 ジ アニメーション」キャラクターソングCD                                                | 近衛ミカ（村川梨衣） | 「憧れeveryday」 | テレビアニメ『ファンタシースターオンライン2 ジ アニメーション』関連曲                           |
| 7月20日  | ビビビーチ♡ビビビビーチ！ | クリティクリスタ | 「ビビビーチ♡ビビビビーチ！」 「コ・ア・ク・マ♡サマーモード」                                                                        | テレビアニメ『SHOW BY ROCK!! しょ〜と!!』関連曲                                                 |
| 9月7日   | THE IDOLM@STER THE@TER ACTIVITIES 01                                                                                           | 七尾百合子（伊藤美来）、天空橋朋花（小岩井ことり）、箱崎星梨花（麻倉もも）、松田亜利沙（村川梨衣）、ロコ（中村温姫） | 「創造は始まりの風を連れて」 「DIAMOND DAYS」                                                                                        | ゲーム『アイドルマスター ミリオンライブ！』関連曲                                               |
| 9月28日  | ご注文はうさぎですか?? キャラクターソングシリーズ05 メグ                                                                       | メグ（村川梨衣） | 「おもちゃ箱ハピズム♪」 「素敵なダンスタイム」 「WELCOME 【う・さ！】 (メグVer.)」                                                   | テレビアニメ『ご注文はうさぎですか??』関連曲                                                    |
| 10月19日 | THE BEST of ETOTAMAX〜最強プロデュース！今夜はわがにゃのクライマックス〜                                                       | にゃ〜たん（村川梨衣） | 「リトライ☆ランデヴー」 | テレビアニメ『えとたま』オープニングテーマ                                                      |
| 10月19日 | THE BEST of ETOTAMAX〜最強プロデュース！今夜はわがにゃのクライマックス〜                                                       | にゃ〜たん（村川梨衣） | 「そるらる★とんちんかん」 「リトライ☆ランデヴー(ARM Remix)」 「これがにゃあの生きる道」                                              | テレビアニメ『えとたま』関連曲                                                                  |
| 10月19日 | THE BEST of ETOTAMAX〜最強プロデュース！今夜はわがにゃのクライマックス〜                                                       | ソルラルBOB | 「blue moment」 | テレビアニメ『えとたま』エンディングテーマ                                                      |
| 10月19日 | THE BEST of ETOTAMAX〜最強プロデュース！今夜はわがにゃのクライマックス〜                                                       | エトリオール | 「ソルラルくれにゃ！」 | ラジオ「えとたまらじお〜ソルラルくれにゃ！〜」テーマソング                                      |
| 10月19日 | THE BEST of ETOTAMAX〜最強プロデュース！今夜はわがにゃのクライマックス〜                                                       | ソルラルBOB | 「blue moment (D.watt REMIX)」 | テレビアニメ『えとたま』関連曲                                                                  |
| 10月19日 | THE BEST of ETOTAMAX〜最強プロデュース！今夜はわがにゃのクライマックス〜                                                       | タケル（下野紘）、にゃ〜たん（村川梨衣） | 「タケルのソルラルいただきにゃす」                                                                                                   | テレビアニメ『えとたま』関連曲                                                                  |
| 10月19日 | THE BEST of ETOTAMAX〜最強プロデュース！今夜はわがにゃのクライマックス〜                                                       | にゃ〜たん（村川梨衣）、モ〜たん（松井恵理子）、ピヨたん（佐々木未来） | 「激メシ!!わがにゃの晩ごはん」 | テレビアニメ『えとたま』関連曲                                                                  |
| 10月19日 | 放て！どどどーん！ | クリティクリスタ | 「放て！どどどーん！」 | テレビアニメ『SHOW BY ROCK!!#』挿入歌                                                           |
| 10月19日 | 放て！どどどーん！ | クリティクリスタ | 「Colorful Snow Drop」 | テレビアニメ『SHOW BY ROCK!!#』関連曲                                                           |
| 10月26日 | ご注文はうさぎですか？？ キャラクターソングシリーズ 全巻購入特典CD                                                             | ココア（佐倉綾音）、チノ（水瀬いのり）、リゼ（種田梨沙）、千夜（佐藤聡美）、シャロ（内田真礼）、マヤ（徳井青空）、メグ（村川梨衣）、青山ブルーマウンテン（早見沙織）、モカ（茅野愛衣） | 「WELCOME【う・さ！】」 | テレビアニメ『ご注文はうさぎですか??』関連曲                                                    |
| 11月25日 | チマメ隊/chimame march | チマメ隊 | 「てくてくマーチングマーチ」 「CANDY COLOR DAYS」 「ココロそばにいるよ」 「Daydream café〜チマメ隊Ver.〜」                           | テレビアニメ『ご注文はうさぎですか??』関連曲                                                    |
| 11月25日 | チマメ隊/chimame march | メグ（村川梨衣） | 「すいーと・すきっぷ・すてっぷ」 | テレビアニメ『ご注文はうさぎですか??』関連曲                                                    |
| 11月25日 | チマメ隊/chimame march | チノ（水瀬いのり）、メグ（村川梨衣） | 「みえるよみえる」 | テレビアニメ『ご注文はうさぎですか??』関連曲                                                    |
| 11月25日 | チマメ隊/chimame march | マヤ（徳井青空）、メグ（村川梨衣） | 「リトル＊トレジャー＊ハント」 | テレビアニメ『ご注文はうさぎですか??』関連曲                                                    |
| 12月21日 | 「ご注文はうさぎですか？」キャラクターソング・セレクションアルバム/order the songs                                             | メグ（村川梨衣） | 「ナイショのはなしは夢の中で」 | テレビアニメ『ご注文はうさぎですか？』関連曲                                                    |
| 12月21日 | 「ご注文はうさぎですか？」キャラクターソング・セレクションアルバム/order the songs                                             | チマメ隊 | 「きらきらエブリディ」 「ぴょん'sぷりんぷるん」                                                                                      | テレビアニメ『ご注文はうさぎですか？』関連曲                                                    |
| 12月21日 | 「ご注文はうさぎですか？」キャラクターソング・セレクションアルバム/order the songs                                             | チマメ隊 | 「ぽっぴんジャンプ♪」 | テレビアニメ『ご注文はうさぎですか？』エンディングテーマ                                        |
| 12月21日 | TVアニメ「ブレイブウィッチーズ」エンディング・テーマ コンプリート・コレクション                                                | 雁淵ひかり（加隈亜衣）、ニッカ・エドワーディン・カタヤイネン（高森奈津美）、管野直枝（村川梨衣） | 「LITTLE WING〜Spirit of LINDBERG〜 Vol.3」                                                                                          | テレビアニメ『ブレイブウィッチーズ』エンディングテーマ                                          |
| 12月21日 | TVアニメ「ブレイブウィッチーズ」エンディング・テーマ コンプリート・コレクション                                                | ヴァルトルート・クルピンスキー（石田嘉代）、ニッカ・エドワーディン・カタヤイネン（高森奈津美）、管野直枝（村川梨衣） | 「LITTLE WING〜Spirit of LINDBERG〜 Vol.8」                                                                                          | テレビアニメ『ブレイブウィッチーズ』エンディングテーマ                                          |
| 12月21日 | TVアニメ「ブレイブウィッチーズ」エンディング・テーマ コンプリート・コレクション                                                | 管野直枝（村川梨衣）、雁淵ひかり（加隈亜衣） | 「LITTLE WING〜Spirit of LINDBERG〜 Vol.9」                                                                                          | テレビアニメ『ブレイブウィッチーズ』エンディングテーマ                                          |
| 12月21日 | TVアニメ「ブレイブウィッチーズ」エンディング・テーマ コンプリート・コレクション                                                | 雁淵孝美（末柄里恵）、管野直枝（村川梨衣）、ニッカ・エドワーディン・カタヤイネン（高森奈津美）、ヴァルトルート・クルピンスキー（石田嘉代）、アレクサンドラ・イワーノヴナ・ポクルイーシキン（原由実）、ジョーゼット・ルマール（照井春佳）、下原定子（水谷麻鈴）、エディータ・ロスマン（五十嵐裕美）、グンドュラ・ラル（佐藤利奈）                         | 「LITTLE WING〜Spirit of LINDBERG〜 Vol.11」                                                                                         | テレビアニメ『ブレイブウィッチーズ』エンディングテーマ                                          |
| 12月21日 | TVアニメ「ブレイブウィッチーズ」エンディング・テーマ コンプリート・コレクション                                                | 雁淵ひかり（加隈亜衣）、雁淵孝美（末柄里恵）、管野直枝（村川梨衣）、ニッカ・エドワーディン・カタヤイネン（高森奈津美）、ヴァルトルート・クルピンスキー（石田嘉代）、アレクサンドラ・イワーノヴナ・ポクルイーシキン（原由実）、ジョーゼット・ルマール（照井春佳）、下原定子（水谷麻鈴）、エディータ・ロスマン（五十嵐裕美）、グンドュラ・ラル（佐藤利奈） | 「LITTLE WING〜Spirit of LINDBERG〜 Vol.12」                                                                                         | テレビアニメ『ブレイブウィッチーズ』エンディングテーマ                                          |
| 2017年   | | | |                                                                                                 |
| 1月25日  | ステラのまほう BD・DVD 第2巻特典CD                                                                                             | 2年生チーム | 「game×game×HOLIC」 | テレビアニメ『ステラのまほう』関連曲                                                            |
| 2月15日  | THE IDOLM@STER LIVE THE@TER FORWARD 03 Starlight Melody                                                                        | スコーピオ | 「リフレインキス」 | ゲーム『アイドルマスター ミリオンライブ！』関連曲                                               |
| 2月15日  | THE IDOLM@STER LIVE THE@TER FORWARD 03 Starlight Melody                                                                        | Starlight Melody | 「Starry Melody」 | ゲーム『アイドルマスター ミリオンライブ！』関連曲                                               |
| 2月22日  | 夏空エール | 桃原奈月（村川梨衣） | 「夏空エール」 | テレビアニメ『One Room』オープニングテーマ                                                      |
| 2月22日  | 夏空エール | 桃原奈月（村川梨衣） | 「夏空エール -pretty perky mix-」 | テレビアニメ『One Room』関連曲                                                                  |
| 3月8日   | ブレイブウィッチーズ秘め歌コレクション Vol.2                                                                                   | 管野直枝（村川梨衣） | 「LITTLE WING〜Spirit of LINDBERG〜」 「HEADLONG」                                                                                   | テレビアニメ『ブレイブウィッチーズ』関連曲                                                      |
| 3月8日   | ブレイブウィッチーズ秘め歌コレクション Vol.2                                                                                   | ニッカ・エドワーディン・カタヤイネン（高森奈津美）、管野直枝（村川梨衣）、ヴァルトルート・クルピンスキー（石田嘉代） | 「ピースメーカー」 | テレビアニメ『ブレイブウィッチーズ』関連曲                                                      |
| 3月9日   | THE IDOLM@STER LIVE THE@TER SOLO COLLECTION 04 Starlight Theater                                                               | 松田亜利沙（村川梨衣） | 「夜に輝く星座のように」 | ゲーム『アイドルマスター ミリオンライブ！』関連曲                                               |
| 3月30日  | Re:ゼロから始める異世界生活 -DEATH OR KISS- 限定版特典 オリジナルサウンドトラック                                              | レム（水瀬いのり）、ラム（村川梨衣） | 「ダイ・ダイ・ダイスキ」 | ゲーム『Re:ゼロから始める異世界生活 -DEATH OR KISS-』エンディングテーマ                         |
| 7月12日  | ブレイブウィッチーズ秘め歌コレクション Vol.6                                                                                   | 雁淵ひかり（加隈亜衣）、管野直枝（村川梨衣） | 「Rock ON!!」 | テレビアニメ『ブレイブウィッチーズ』関連曲                                                      |
| 7月26日  | THE IDOLM@STER MILLION THE@TER GENERATION 01 Brand New Theater!                                                                | 765 MILLION ALLSTARS | 「Brand New Theater!」 | ゲーム『アイドルマスター ミリオンライブ！ シアターデイズ』テーマソング                          |
| 7月26日  | THE IDOLM@STER MILLION THE@TER GENERATION 01 Brand New Theater!                                                                | 765 MILLION ALLSTARS | 「Dreaming!」 | ゲーム『アイドルマスター ミリオンライブ！ シアターデイズ』関連曲                                |
| 8月2日   | TVアニメ『アクションヒロイン チアフルーツ』オープニング・テーマ「情熱☆フルーツ」                                               | トキメキ感謝祭 | 「情熱☆フルーツ」 | テレビアニメ『アクションヒロイン チアフルーツ』オープニングテーマ                               |
| 8月2日   | TVアニメ『アクションヒロイン チアフルーツ』オープニング・テーマ「情熱☆フルーツ」                                               | トキメキ感謝祭 featuring 黒酒路子（村川梨衣）、城ヶ根御前（M・A・O）、赤来杏（伊藤美来） | 「陽の当たる場所（Roko Main Version）」                                                                                              | テレビアニメ『アクションヒロイン チアフルーツ』エンディンググテーマ                             |
| 9月6日   | 「アクションヒロイン チアフルーツ」フルーツバスケット 〜赤来杏、青山勇気、紫村果音〜                                           | トキメキ感謝祭 featuring 赤来杏（伊藤美来）、黄瀬美甘（山崎エリイ）、黒酒路子（村川梨衣） | 「陽の当たる場所（Ann Main Version）」                                                                                               | テレビアニメ『アクションヒロイン チアフルーツ』エンディンググテーマ                             |
| 9月17日  | Z/X -Zillions of enemy X- Character Song Album「All of You」                                                                   | 八千代（村川梨衣）、アルモタヘル（村中知） | 「Changing the Fate」 | ドラマCD『Z/X』挿入歌                                                                           |
| 9月27日  | 「アクションヒロイン チアフルーツ」フルーツバスケット 〜黄瀬美甘、緑川末那、桃井はつり〜                                       | トキメキ感謝祭 featuring 黄瀬美甘（山崎エリイ）、黒酒路子（村川梨衣）、紫村果音（白石晴香） | 「陽の当たる場所（Mikan Main Version）」                                                                                             | テレビアニメ『アクションヒロイン チアフルーツ』エンディンググテーマ                             |
| 10月18日 | 「アクションヒロイン チアフルーツ」フルーツバスケット 〜城ヶ根御前、黒酒路子、青山元気〜                                       | トキメキ感謝祭 featuring 城ヶ根御前（M・A・O）、黒酒路子（村川梨衣）、緑川末那（広瀬ゆうき）、紫村果音（白石晴香） | 「陽の当たる場所（Misaki Main Version）」                                                                                            | テレビアニメ『アクションヒロイン チアフルーツ』エンディンググテーマ                             |
| 10月18日 | 「アクションヒロイン チアフルーツ」フルーツバスケット 〜城ヶ根御前、黒酒路子、青山元気〜                                       | トキメキ感謝祭 | 「陽の当たる場所（Special Version）」                                                                                                | テレビアニメ『アクションヒロイン チアフルーツ』エンディンググテーマ                             |
| 10月18日 | 「アクションヒロイン チアフルーツ」フルーツバスケット 〜城ヶ根御前、黒酒路子、青山元気〜                                       | 黒酒路子（村川梨衣） | 「夢へのレール」 | テレビアニメ『アクションヒロイン チアフルーツ』関連曲                                           |
| 10月25日 | 「ご注文はうさぎですか?? 〜Dear My Sister〜」 キャラクターソング1                                                              | チマメ隊 | 「♡ケーキをもうひとつ？」 | OVA『ご注文はうさぎですか?? 〜Dear My Sister〜』関連曲                                          |
| 10月25日 | 「ご注文はうさぎですか?? 〜Dear My Sister〜」 キャラクターソング1                                                              | 千マメ隊 | 「FANCY SWEET TIME」 | OVA『ご注文はうさぎですか?? 〜Dear My Sister〜』関連曲                                          |
| 10月25日 | TVアニメ「ソード・オラトリア ダンジョンに出会いを求めるのは間違っているだろうか 外伝」Vol.5 ＜初回仕様版＞ 特典CD              | ティオナ・ヒリュテ（村川梨衣） | 「笑顔のそばで」 | テレビアニメ『ソード・オラトリア ダンジョンに出会いを求めるのは間違っているだろうか外伝』関連曲 |
| 11月8日  | アクションヒロイン チアフルーツ BD第2巻特典CD                                                                                  | トキメキ感謝祭 | 「LOVE DIVE」 | テレビアニメ『アクションヒロイン チアフルーツ』挿入歌                                           |
| 11月11日 | セカイがカフェになっちゃった！                                                                                                 | Petit Rabbit's with beans | 「セカイがカフェになっちゃった！」                                                                                                   | OVA『ご注文はうさぎですか?? 〜Dear My Sister〜』主題歌                                          |
| 12月6日  | ご注文はうさぎですか?? 〜Dear My Sister〜 デュエットソングアルバム                                                             | シャロ（内田真礼）、メグ（村川梨衣） | 「足音タルトタタン♪」 | OVA『ご注文はうさぎですか?? 〜Dear My Sister〜』関連曲                                          |
| 12月22日 | 「ご注文はうさぎですか??」キャラクターソング・セレクションアルバム/order the songs2                                            | チマメ隊 | 「ときめきポポロン♪」 | テレビアニメ『ご注文はうさぎですか??』エンディングテーマ                                        |
| 12月22日 | 「ご注文はうさぎですか??」キャラクターソング・セレクションアルバム/order the songs2                                            | チマメ隊 | 「ときめきLOOPにのって」 「お手伝いのラララン添えはいかがですか？」                                                                  | テレビアニメ『ご注文はうさぎですか??』関連曲                                                    |
| 12月22日 | 「ご注文はうさぎですか??」キャラクターソング・セレクションアルバム/order the songs2                                            | メグ（村川梨衣） | 「おもちゃ箱ハピズム♪」 | テレビアニメ『ご注文はうさぎですか??』関連曲                                                    |
| 12月22日 | 「ご注文はうさぎですか??」キャラクターソング・セレクションアルバム/order the songs2                                            | マヤ（徳井青空）、メグ（村川梨衣） | 「リトル＊トレジャー＊ハント」 | テレビアニメ『ご注文はうさぎですか??』関連曲                                                    |
| 12月22日 | 「ご注文はうさぎですか??」キャラクターソング・セレクションアルバム/order the songs2                                            | チノ（水瀬いのり）、メグ（村川梨衣） | 「みえるよみえる」 | テレビアニメ『ご注文はうさぎですか??』関連曲                                                    |
| 12月22日 | 「ご注文はうさぎですか??」キャラクターソング・セレクションアルバム/order the songs2                                            | ココア（佐倉綾音）、チノ（水瀬いのり）、リゼ（種田梨沙）、千夜（佐藤聡美）、シャロ（内田真礼）、マヤ（徳井青空）、メグ（村川梨衣） | 「本日は誠にラリルレイン」 | テレビアニメ『ご注文はうさぎですか??』関連曲                                                    |
| 2018年   | | | |                                                                                                 |
| 1月24日  | スクールガールストライカーズ 〜トゥインクルメロディーズ〜 Melody Collection                                                    | プロキオン・プディング | 「Southern Cross」 | ゲーム『スクールガールストライカーズ 〜トゥインクルメロディーズ〜』関連曲                       |
| 1月31日  | THE IDOLM@STER MILLION THE@TER GENERATION 04 プリンセススターズ                                                                | プリンセススターズ | 「Brand New Theater!」 | ゲーム『アイドルマスター ミリオンライブ！ シアターデイズ』関連曲                                |
| 3月7日   | THE IDOLM@STER MILLION LIVE! M@STER SPARKLE 07                                                                                 | 松田亜利沙（村川梨衣） | 「Take! 3.2.1.→S・P・A・C・E↑↑」 | ゲーム『アイドルマスター ミリオンライブ！ シアターデイズ』関連曲                                |
| 4月4日   | THE IDOLM@STER MILLION LIVE! M@STER SPARKLE 08                                                                                 | 765 MILLION ALLSTARS | 「Brand New Theater!」 | ゲーム『アイドルマスター ミリオンライブ！ シアターデイズ』関連曲                                |
| 4月4日   | TVアニメ「ファンタシースターオンライン2 ジ アニメーション」主題歌・キャラクターソング コンプリートベスト                       | 近衛ミカ（村川梨衣） | 「憧れeveryday」 | テレビアニメ『ファンタシースターオンライン2 ジ アニメーション』関連曲                           |
| 4月25日  | THE IDOLM@STER MILLION THE@TER GENERATION 07 トゥインクルリズム                                                                | トゥインクルリズム | 「ZETTAI × BREAK!! トゥインクルリズム」 「Tomorrow Program」                                                                         | ゲーム『アイドルマスター ミリオンライブ！ シアターデイズ』関連曲                                |
| 5月16日  | HYPNO | 柏葉琴乃（村川梨衣）、守田鳴子（小澤亜李）、篠原美笛（高橋李依）、神楽鈴奈（田中美海） | 「HYPNO」 | テレビアニメ『Caligula -カリギュラ-』エンディングテーマ                                         |
| 5月30日  | ご注文はうさぎですか?? 〜Dear My Sister〜 BD・DVD特典キャラクターソングCD                                                      | チマメ隊 | 「セカイがカフェになっちゃった！」                                                                                                   | OVA『ご注文はうさぎですか?? 〜Dear My Sister〜』関連曲                                          |
| 5月30日  | ご注文はうさぎですか?? 〜Dear My Sister〜 BD・DVD特典キャラクターソングCD                                                      | メグ（村川梨衣） | 「セカイがカフェになっちゃった！」                                                                                                   | OVA『ご注文はうさぎですか?? 〜Dear My Sister〜』関連曲                                          |
| 6月1日   | THE IDOLM@STER LIVE THE@TER SOLO COLLECTION 06 プリンセススターズ                                                              | 松田亜利沙（村川梨衣） | 「Thank You!」 | ゲーム『アイドルマスター ミリオンライブ！』関連曲                                               |
| 6月6日   | ヒナまつり音楽集〜花も嵐も踏み越えて〜                                                                                         | アンズ（村川梨衣） | 「麺屋人生」 | テレビアニメ『ヒナまつり』関連曲                                                                |
| 7月4日   | ワールドウィッチーズシリーズ10周年記念アルバム ストライクウィッチーズ＆ブレイブウィッチーズ 45ソングス(リミックス＆リアレンジ) | 雁淵ひかり（加隈亜衣）、雁淵孝美（末柄里恵）、管野直枝（村川梨衣）、ニッカ・エドワーディン・カタヤイネン（高森奈津美）、ヴァルトルート・クルピンスキー（石田嘉代）、アレクサンドラ・イワーノヴナ・ポクルイーシキン（原由実）、ジョーゼット・ルマール（照井春佳）、下原定子（水谷麻鈴）、エディータ・ロスマン（五十嵐裕美）、グンドュラ・ラル（佐藤利奈） | 「LITTLE WING〜Spirit of LINDBERG〜 Vol.12」                                                                                         | テレビアニメ『ブレイブウィッチーズ』エンディングテーマ                                          |
| 7月4日   | ワールドウィッチーズシリーズ10周年記念アルバム ストライクウィッチーズ＆ブレイブウィッチーズ 45ソングス(リミックス＆リアレンジ) | 管野直枝（村川梨衣） | 「HEADLONG」 | テレビアニメ『ブレイブウィッチーズ』関連曲                                                      |
| 7月4日   | ワールドウィッチーズシリーズ10周年記念アルバム ストライクウィッチーズ＆ブレイブウィッチーズ 45ソングス(リミックス＆リアレンジ) | ニッカ・エドワーディン・カタヤイネン（高森奈津美）、管野直枝（村川梨衣）、ヴァルトルート・クルピンスキー（石田嘉代） | 「ピースメーカー」 | テレビアニメ『ブレイブウィッチーズ』関連曲                                                      |
| 7月4日   | ワールドウィッチーズシリーズ10周年記念アルバム ストライクウィッチーズ＆ブレイブウィッチーズ 45ソングス(リミックス＆リアレンジ) | 雁淵ひかり（加隈亜衣）、管野直枝（村川梨衣） | 「Rock ON!!」 | テレビアニメ『ブレイブウィッチーズ』関連曲                                                      |
| 8月17日  | スクールガールストライカーズ 〜トゥインクルメロディーズ〜 Melody Collection Vol.2                                              | プロキオン・プディング | 「Believe In Yourself」 | ゲーム『スクールガールストライカーズ 〜トゥインクルメロディーズ〜』関連曲                       |
| 8月17日  | スクールガールストライカーズ 〜トゥインクルメロディーズ〜 Melody Collection Vol.2                                              | 栗本遥（村川梨衣）、居吹イミナ（小林ゆう） | 「Break Out of My Shell」 | ゲーム『スクールガールストライカーズ 〜トゥインクルメロディーズ〜』関連曲                       |
| 8月25日  | 劇場版 のんのんびより ばけーしょん オリジナルサウンドトラック                                                                  | 宮内れんげ（小岩井ことり）、一条蛍（村川梨衣）、越谷夏海（佐倉綾音）、越谷小鞠（阿澄佳奈） | 「おもいで」 | 劇場アニメ『劇場版 のんのんびより ばけーしょん』エンディングテーマ                              |
| 8月29日  | THE IDOLM@STER MILLION THE@TER GENERATION 11 UNION!!                                                                           | 765 MILLION ALLSTARS | 「UNION!!」 「Welcome!!」 | ゲーム『アイドルマスター ミリオンライブ！ シアターデイズ』関連曲                                |
| 10月24日 | ご注文はうさぎですか??キャラクターソロシリーズ06 メグ                                                                          | メグ（村川梨衣） | 「あん・どぅ・とろわ」 「パジャマプラネタリウム」 「わーいわーいトライ！〜メグVer.〜」                                               | テレビアニメ『ご注文はうさぎですか??』関連曲                                                    |
| 11月21日 | DUEL GIG EXTRA | ミント（村川梨衣） | 「戦車の行進〜When The Chariots Go Marching In〜」                                                                                   | ゲーム『バンドやろうぜ!』関連曲                                                                 |
| 12月27日 | アイドルマスター ミリオンライブ！ Blooming Clover 第4巻限定版 オリジナルCD                                                     | 箱崎星梨花（麻倉もも）、松田亜利沙（村川梨衣） | 「i」 | 漫画『アイドルマスター ミリオンライブ！ Blooming Clover』関連曲                                 |
| 2019年   | | | |                                                                                                 |
| 3月29日  | Harmonized // Songline | The-Light ℵ Mare | 「Harmonized // Songline」 | 劇場アニメ『劇場版 トリニティセブン -天空図書館と真紅の魔王-』挿入歌                            |
| 3月29日  | Harmonized // Songline | 倉田ユイ（村川梨衣） | 「Harmonized // Songline (Ark Symphony Form)」                                                                                       | 劇場アニメ『劇場版 トリニティセブン -天空図書館と真紅の魔王-』関連曲                            |
| 4月27日  | THE IDOLM@STER THE@TER SOLO COLLECTION 07 PRINCESS STARS                                                                       | 松田亜利沙（村川梨衣） | 「UNION!!」 | ゲーム『アイドルマスター ミリオンライブ！ シアターデイズ』関連曲                                |
| 6月19日  | P SHOW BY ROCK!! CD | クリティクリスタ | 「にゃんばわん！ゼッタイ最強！」 | パチンコ『P SHOW BY ROCK!!』関連曲                                                              |
| 6月19日  | P SHOW BY ROCK!! CD きゃにめ特典CD                                                                                             | ジャクリン（村川梨衣） | 「にゃんばわん！ゼッタイ最強！」 | パチンコ『P SHOW BY ROCK!!』関連曲                                                              |
| 7月24日  | THE IDOLM@STER MILLION THE@TER WAVE 01 Flyers!!!                                                                               | 765 MILLION ALLSTARS | 「Flyers!!!」 | ゲーム『アイドルマスター ミリオンライブ！ シアターデイズ』関連曲                                |
| 9月11日  | 新ワールドウィッチーズシリーズ秘め歌コレクション特別版 ヘルシンキ篇                                                            | 管野直枝（村川梨衣） | 「PI・PI PIANO」 | 『ワールドウィッチーズ』関連曲                                                                  |
| 9月26日  | しんがーそんぐぱやぽやメロディー                                                                                               | Petit Rabbit's with beans | 「しんがーそんぐぱやぽやメロディー」                                                                                                 | OVA『ご注文はうさぎですか?? 〜Sing For You〜』イメージソング                                    |
| 9月26日  | しんがーそんぐぱやぽやメロディー                                                                                               | メグ（村川梨衣） | 「しんがーそんぐぱやぽやメロディー」                                                                                                 | OVA『ご注文はうさぎですか?? 〜Sing For You〜』関連曲                                            |
| 9月26日  | しんがーそんぐぱやぽやメロディー                                                                                               | リゼ（種田梨沙）、マヤ（徳井青空）、メグ（村川梨衣） | 「ギミ×デミぱーりないっ♪」 | OVA『ご注文はうさぎですか?? 〜Sing For You〜』関連曲                                            |
| 9月26日  | ご注文はうさぎですか?? 〜Sing For You〜 BD・DVD特典 劇中歌ハイレゾ音源収録DVD-ROM                                              | チマメ隊 | 「しんがーそんぐぱやぽやメロディー」                                                                                                 | OVA『ご注文はうさぎですか?? 〜Sing For You〜』関連曲                                            |
| 9月26日  | ご注文はうさぎですか?? 〜Sing For You〜 BD・DVD特典 劇中歌ハイレゾ音源収録DVD-ROM                                              | チノ（水瀬いのり）、マヤ（徳井青空）、メグ（村川梨衣） | 「木もれび青春譜」 「木もれび青春譜 〜Sunlight through the trees〜」                                                                 | OVA『ご注文はうさぎですか?? 〜Sing For You〜』関連曲                                            |
| 9月26日  | ご注文はうさぎですか?? 〜Sing For You〜 BD・DVD特典 劇中歌ハイレゾ音源収録DVD-ROM                                              | チノ（水瀬いのり）、マヤ（徳井青空）、メグ（村川梨衣） | 「木もれび青春譜 〜劇中歌Ver.〜」 | OVA『ご注文はうさぎですか?? 〜Sing For You〜』挿入歌                                            |
| 11月2日  | ご注文はうさぎですか??バースデイソングシリーズ08 メグ                                                                          | メグ（村川梨衣） | 「ハピハピ♪バースデイソング」 「秋色かくれんぼ」 「チャイム♪タイムカプセル」                                                         | テレビアニメ『ご注文はうさぎですか??』関連曲                                                    |
| 12月4日  | ご注文はうさぎですか??バースデイソングシリーズ 全巻購入特典CD                                                                  | ココア（佐倉綾音）、チノ（水瀬いのり）、リゼ（種田梨沙）、千夜（佐藤聡美）、シャロ（内田真礼）、マヤ（徳井青空）、メグ（村川梨衣）、青山ブルーマウンテン（早見沙織）、モカ（茅野愛衣） | 「ハピハピ♪バースデイソング」 | テレビアニメ『ご注文はうさぎですか??』関連曲                                                    |
| 12月18日 | SHOW BY ROCK!! BEST Vol.3 | クリティクリスタ［ジャクリン（村川梨衣）］ | 「はうあーゆー？」 | ゲーム『SHOW BY ROCK!!』関連曲                                                                  |
| 2020年   | | | |                                                                                                 |
| 4月22日  | ご注文はうさぎですか??Selection of April Fools' Day                                                                            | CHIMAME CHRONICLE | 「MIRACLE CHRONICLE♪」 | テレビアニメ『ご注文はうさぎですか??』関連曲                                                    |
| 4月22日  | ご注文はうさぎですか??Selection of April Fools' Day                                                                            | Mistral | 「ショコらびゅサバイバル♪」 | テレビアニメ『ご注文はうさぎですか??』関連曲                                                    |
| 8月26日  | THE IDOLM@STER MILLION THE@TER WAVE 10 Glow Map                                                                                | 765 MILLION ALLSTARS | 「Glow Map」 | ゲーム『アイドルマスター ミリオンライブ！ シアターデイズ』関連曲                                |
| 9月19日  | Blend of Letters | メグ（村川梨衣） | 「あこがれプリーツ♡」 | テレビアニメ『ご注文はうさぎですか？』関連曲                                                    |
| 10月28日 | なかよし！○！なかよし！ | チマメ隊 | 「なかよし！○！なかよし！」 | テレビアニメ『ご注文はうさぎですか？ BLOOM』エンディングテーマ                                  |
| 10月28日 | なかよし！○！なかよし！ | チマメ隊 | 「ワオワオ動物園」 | テレビアニメ『ご注文はうさぎですか？ BLOOM』関連曲                                              |
| 10月28日 | なかよし！○！なかよし！ | メグ（村川梨衣） | 「なかよし！○！なかよし！」 | テレビアニメ『ご注文はうさぎですか？ BLOOM』関連曲                                              |
| 11月11日 | ご注文はうさぎですか？ リアレンジ&カバーアルバム                                                                               | ココア（佐倉綾音）、チノ（水瀬いのり）、リゼ（種田梨沙）、千夜（佐藤聡美）、シャロ（内田真礼）、マヤ（徳井青空）、メグ（村川梨衣） | 「本日は誠にラリルレイン（リアレンジ）」                                                                                             | テレビアニメ『ご注文はうさぎですか？』関連曲                                                    |
| 11月11日 | ご注文はうさぎですか？ リアレンジ&カバーアルバム                                                                               | チマメ隊 | 「きらきらエブリディ（リアレンジ）」 「お手伝いのラララン添えはいかがですか？（リアレンジ）」 「ぴょん'sぷりんぷるん（リアレンジ）」 | テレビアニメ『ご注文はうさぎですか？』関連曲                                                    |
| 11月11日 | ご注文はうさぎですか？ リアレンジ&カバーアルバム                                                                               | 千マメ隊 | 「きらめきカフェタイム」 | テレビアニメ『ご注文はうさぎですか？』関連曲                                                    |
| 11月11日 | ご注文はうさぎですか？ リアレンジ&カバーアルバム                                                                               | メグ（村川梨衣） | 「きらきら印をみつけたら」 | テレビアニメ『ご注文はうさぎですか？』関連曲                                                    |
| 12月16日 | バンめし♪ ふるさとグランプリ ROUND3 〜秋の陣〜                                                                                 | 夜叉姫神楽［うぐいす（村川梨衣）］ | 「ウソツキ横丁は雨模様」 | 『バンめし♪』関連曲                                                                             |
| 2021年   | | | |                                                                                                 |
| 2月17日  | TVアニメ「SHOW BY ROCK!!STARS!!」挿入歌ミニアルバム Vol.1                                                                      | クリティクリスタ | 「きゅきゅきゅん♡ハートシェイカー」                                                                                                  | テレビアニメ『SHOW BY ROCK!! STARS!!』挿入歌                                                    |
| 2月17日  | TVアニメ「SHOW BY ROCK!!STARS!!」挿入歌ミニアルバム Vol.1 きゃにめ特典CD                                                       | ジャクリン（村川梨衣） | 「きゅきゅきゅん♡ハートシェイカー」                                                                                                  | テレビアニメ『SHOW BY ROCK!! STARS!!』関連曲                                                    |
| 2月24日  | のんのんびよりでいず | 宮内れんげ（小岩井ことり）、一条蛍（村川梨衣）、越谷夏海（佐倉綾音）、越谷小鞠（阿澄佳奈） | 「ただいま」 | テレビアニメ『のんのんびより のんすとっぷ』エンディングテーマ                                   |
| 2月26日  | One Room サードシーズン BD特典CD                                                                                               | 桃原奈月（村川梨衣） | 「青空に紙ヒコーキ」 | テレビアニメ『One Room サードシーズン』主題歌                                                   |
| 3月24日  | Re:ゼロから始める異世界生活 キャラクターソングアルバム                                                                         | エミリア（高橋李依）、レム（水瀬いのり）、ラム（村川梨衣） | 「ゼロから始める異世界体操！」 | パチスロ『Re:ゼロから始める異世界生活』関連曲                                                   |
| 3月24日  | Re:ゼロから始める異世界生活 キャラクターソングアルバム                                                                         | エミリア（高橋李依）、レム（水瀬いのり）、ラム（村川梨衣） | 「Re:lation」 | ゲーム『プリンセスコネクト！Re:Dive』関連曲                                                     |
| 3月24日  | Re:ゼロから始める異世界生活 キャラクターソングアルバム                                                                         | エミリア（高橋李依）、レム（水瀬いのり）、ラム（村川梨衣） | 「Chu♡Loveサマー」 | テレビアニメ『Re:ゼロから始める異世界生活』関連曲                                               |
| 3月24日  | Re:ゼロから始める異世界生活 キャラクターソングアルバム                                                                         | ラム（村川梨衣） | 「あなたの知らないこと」 | テレビアニメ『Re:ゼロから始める異世界生活』挿入歌                                               |
| 3月26日  | ご注文はうさぎですか？ BLOOM BD・DVD第4巻特典CD                                                                                | 千マメ隊 | 「魔女と使い魔のふしぎな館」 | テレビアニメ『ご注文はうさぎですか？ BLOOM』関連曲                                              |
| 4月7日   | ワールドウィッチーズ発進しますっ！ 第502統合戦闘航空団発進しますっ！                                                           | 管野直枝（村川梨衣）、ニッカ・エドワーディン・カタヤイネン（高森奈津美） | 「Awesome days!」 | テレビアニメ『ワールドウィッチーズ発進しますっ！』エンディングテーマ                            |
| 4月7日   | ワールドウィッチーズ発進しますっ！ 第502統合戦闘航空団発進しますっ！                                                           | 第502統合戦闘航空団 | 「Awesome days!」 | テレビアニメ『ワールドウィッチーズ発進しますっ！』エンディングテーマ                            |
| 4月21日  | SHOW BY ROCK!! BEST Vol.4 | クリティクリスタ | 「Mot Mot Mot」 「綿雪グリモワール」                                                                                                 | ゲーム『SHOW BY ROCK!! Fes A Live』関連曲                                                       |
| 4月21日  | THE IDOLM@STER MILLION THE@TER WAVE 16 ≡君彩≡                                                                                  | ≡君彩≡ | 「ReTale」 「パンとフィルム」 | ゲーム『アイドルマスター ミリオンライブ！ シアターデイズ』関連曲                                |
| 5月22日  | THE IDOLM@STER LIVE THE@TER SOLO COLLECTION 08 Princess Stars                                                                  | 松田亜利沙（村川梨衣） | 「ZETTAI × BREAK!! トゥインクルリズム」                                                                                              | ゲーム『アイドルマスター ミリオンライブ！ シアターデイズ』関連曲                                |
| 5月26日  | のんのんびより のんすとっぷ BD・DVD第3巻特典CD                                                                                 | 一条蛍（村川梨衣）、越谷小鞠（阿澄佳奈） | 「いっぱいのだいすき」 | テレビアニメ『のんのんびより のんすとっぷ』関連曲                                               |
| 7月21日  | ワールドウィッチーズ 秘め歌コレクション オラーシャ北西部篇                                                                     | 雁淵ひかり（加隈亜衣）、 管野直枝（村川梨衣）、 ニッカ・エドワーディン・カタヤイネン（高森奈津美） | 「Our own way」 | 『ワールドウィッチーズ』関連曲                                                                  |
| 7月21日  | ワールドウィッチーズ 秘め歌コレクション オラーシャ北西部篇                                                                     | 管野直枝（村川梨衣） | 「Awesome days!」 | 『ワールドウィッチーズ』関連曲                                                                  |
| 7月28日  | THE IDOLM@STER MILLION THE@TER SEASON Harmony 4 You                                                                            | 765 MILLION ALLSTARS | 「Harmony 4 You」 | ゲーム『アイドルマスター ミリオンライブ！ シアターデイズ』関連曲                                |
| 7月28日  | THE IDOLM@STER MILLION THE@TER SEASON Harmony 4 You                                                                            | プリンセススターズ | 「EVERYDAY STARS!!」 | ゲーム『アイドルマスター ミリオンライブ！ シアターデイズ』関連曲                                |
| 11月11日 | ご注文はうさぎですか？ 10thAnniversary主題歌リアレンジ&ハイレゾベスト                                                          | チマメ隊 | 「ぽっぴんジャンプ♪〜Re arranged〜」 「ときめきポポロン♪〜Re arranged〜」 「なかよし！〇！なかよし！〜Re arranged〜」                | 『ご注文はうさぎですか？』関連曲                                                                |
| 11月24日 | THE IDOLM@STER MILLION LIVE! M@STER SPARKLE2 02                                                                                | 松田亜利沙（村川梨衣） | 「アイドルは、かく語りき」 | ゲーム『アイドルマスター ミリオンライブ！ シアターデイズ』関連曲                                |
| 2022年   | | | |                                                                                                 |
| 2月12日  | THE IDOLM@STER LIVE THE@TER SOLO COLLECTION 09 Princess Stars                                                                  | 松田亜利沙（村川梨衣） | 「ReTale」 | ゲーム『アイドルマスター ミリオンライブ！ シアターデイズ』関連曲                                |
| 6月29日  | それを人は“青春”と呼んだ | IIIX | 「Bang Bang」 | ゲーム『IDOLY PRIDE』関連曲                                                                     |
| 6月29日  | THE IDOLM@STER MILLION THE@TER SEASON LOVERS HEART                                                                             | LOVERS HEART | 「空色♡ Birthday Card」 「Harmony 4 You」                                                                                            | ゲーム『アイドルマスター ミリオンライブ！ シアターデイズ』関連曲                                |
| 6月29日  | THE IDOLM@STER MILLION THE@TER SEASON LOVERS HEART                                                                             | 福田のり子（浜崎奈々）、松田亜利沙（村川梨衣）、如月千早（今井麻美）、北上麗花（平山笑美）、高山紗代子（駒形友梨） | 「紙・心・ペン・心-SHISHINPENSHIN-」                                                                                                 | ゲーム『アイドルマスター ミリオンライブ！ シアターデイズ』関連曲                                |
| 7月27日  | THE IDOLM@STER MILLION THE@TER SEASON 夢にかけるRainbow                                                                        | 765 MILLION ALLSTARS | 「夢にかけるRainbow」 | ゲーム『アイドルマスター ミリオンライブ！ シアターデイズ』関連曲                                |
| 7月27日  | THE IDOLM@STER MILLION THE@TER SEASON 夢にかけるRainbow                                                                        | プリンセススターズ | 「夢にかけるRainbow」 | ゲーム『アイドルマスター ミリオンライブ！ シアターデイズ』関連曲                                |
| 9月30日  | 恋しちゃった！ | クリティクリスタ | 「恋しちゃった！」 | ゲーム『SHOW BY ROCK!! Fes A Live』関連曲                                                       |
| 12月14日 | THE IDOLM@STER MILLION THE@TER VARIETY 02                                                                                      | 765 MILLION ALLSTARS | 「Brand New Theater! 〜Brand New Year Ver.〜」                                                                                       | ゲーム『アイドルマスター ミリオンライブ！ シアターデイズ』関連曲                                |
| 2023年   | | | |                                                                                                 |
| 1月14日  | THE IDOLM@STER LIVE THE@TER SOLO COLLECTION 11 Princess Stars                                                                  | 徳川まつり（諏訪彩花） | 「パンとフィルム」 | ゲーム『アイドルマスター ミリオンライブ！ シアターデイズ』関連曲                                |
| 2月1日   | IDOLY PRIDE Collection Album [未来]                                                                                            | IIIX | 「Top of the Tops」 | ゲーム『IDOLY PRIDE』関連曲                                                                     |
| 2月22日  | THE IDOLM@STER MILLION THE@TER SEASON FINAL                                                                                    | 佐竹美奈子（大関英里）、北沢志保（雨宮天）、天海春香（中村繪里子）、舞浜歩（戸田めぐみ）、松田亜利沙（村川梨衣） | 「オレンジ・エピソード」 | ゲーム『アイドルマスター ミリオンライブ！ シアターデイズ』関連曲                                |
| 3月23日  | THE IDOLM@STER 765 MILLION ALLSTARS BEST                                                                                       | 765 MILLION ALLSTARS | 「Thank You!（765 MILLION ALLSTARS ver.）」 「夢にかけるRainbow（Brand New Ver.）」 「Crossing!」                                    | ゲーム『アイドルマスター ミリオンライブ！ シアターデイズ』関連曲                                |
| 3月23日  | THE IDOLM@STER LIVE THE@TER BEST                                                                                               | スコーピオ | 「リフレインキス（Brand New Ver.）」                                                                                                 | ゲーム『アイドルマスター ミリオンライブ！ シアターデイズ』関連曲                                |
| 3月23日  | THE IDOLM@STER LIVE THE@TER BEST                                                                                               | Starlight Melody | 「Starry Melody（Brand New Ver.）」                                                                                                  | ゲーム『アイドルマスター ミリオンライブ！ シアターデイズ』関連曲                                |
| 4月22日  | THE IDOLM@STER LIVE THE@TER SOLO COLLECTION 12 Princess Stars                                                                  | 松田亜利沙（村川梨衣） | 「創造は始まりの風を連れて」 | ゲーム『アイドルマスター ミリオンライブ！ シアターデイズ』関連曲                                |
| 7月26日  | THE IDOLM@STER MILLION LIVE! グッドサイン                                                                                      | 765 MILLION ALLSTARS | 「グッドサイン」 | ゲーム『アイドルマスター ミリオンライブ！ シアターデイズ』関連曲                                |
| 7月26日  | THE IDOLM@STER MILLION LIVE! グッドサイン                                                                                      | プリンセススターズ | 「グッドサイン」 | ゲーム『アイドルマスター ミリオンライブ！ シアターデイズ』関連曲                                |
| 8月23日  | THE IDOLM@STER MILLION ANIMATION THE@TER『Rat A Tat!!!』                                                                       | MILLIONSTARS | 「Rat A Tat!!!」 | テレビアニメ『アイドルマスター ミリオンライブ！』オープニングテーマ                             |
| 8月23日  | THE IDOLM@STER MILLION ANIMATION THE@TER『Rat A Tat!!!』                                                                       | MILLIONSTARS | 「セブンカウント」 | テレビアニメ『アイドルマスター ミリオンライブ！』イメージソング                                 |
| 9月20日  | THE IDOLM@STER MILLION ANIMATION THE@TER MILLIONSTARS Team4th『catch my feeling』                                              | MILLIONSTARS Team4th | 「catch my feeling」 | テレビアニメ『アイドルマスター ミリオンライブ！』挿入歌                                         |
| 2024年   | | | |                                                                                                 |
| 2月21日  | THE IDOLM@STER MILLION ANIMATION THE@TER START THE DREAM                                                                       | MILLIONSTARS | 「REFRAIN REL@TION」 「Brand New Theater!」                                                                                          | テレビアニメ『アイドルマスター ミリオンライブ！』挿入歌                                         |
| 2月21日  | THE IDOLM@STER MILLION ANIMATION THE@TER START THE DREAM                                                                       | MILLIONSTARS | 「Thank You!（Acoustic ver.）」 | テレビアニメ『アイドルマスター ミリオンライブ！』挿入歌                                         |
| 2月23日  | アイドルマスター ミリオンライブ！ BD 特装版第2巻 特典CD                                                                        | MILLIONSTARS Team4th | 「Rat A Tat!!!」 | テレビアニメ『アイドルマスター ミリオンライブ！』関連曲                                         |
| 2月24日  | THE IDOLM@STER LIVE THE@TER SOLO COLLECTION 「REFRAIN REL@TION」 Princess Stars                                                | 松田亜利沙（村川梨衣） | 「REFRAIN REL@TION」 | テレビアニメ『アイドルマスター ミリオンライブ！』関連曲                                         |
| 3月20日  | IDOLY PRIDE Collection Album [chronicle]                                                                                       | IIIX | 「So What?」 | ゲーム『IDOLY PRIDE』関連曲                                                                     |
| 4月24日  | THE IDOLM@STER MILLION C@STING 04 銀のテーブル木苺ジャム                                                                       | 水瀬伊織（釘宮理恵）、最上静香（田所あずさ）、矢吹可奈（木戸衣吹）、松田亜利沙（村川梨衣）、菊地真（平田宏美） | 「銀のテーブル木苺ジャム」 | ゲーム『アイドルマスター ミリオンライブ！ シアターデイズ』関連曲                                |
| 7月31日  | THE IDOLM@STER MILLION LIVE! 7Days A Week!!                                                                                    | 765 MILLION ALLSTARS | 「7Days A Week!!」 「DIAMOND DAYS」                                                                                                  | ゲーム『アイドルマスター ミリオンライブ！ シアターデイズ』関連曲                                |
| 7月31日  | THE IDOLM@STER MILLION LIVE! 7Days A Week!!                                                                                    | 水瀬伊織（釘宮理恵）、最上静香（田所あずさ）、矢吹可奈（木戸衣吹）、松田亜利沙（村川梨衣）、菊地真（平田宏美） | 「DIAMOND DAYS」 | ゲーム『アイドルマスター ミリオンライブ！ シアターデイズ』関連曲                                |
| 7月31日  | THE IDOLM@STER LIVE THE@TER SOLO COLLECTION 「DIAMOND DAYS」 PRINCESS STARS                                                    | 松田亜利沙（村川梨衣） | 「DIAMOND DAYS」 | ゲーム『アイドルマスター ミリオンライブ！ シアターデイズ』関連曲                                |
| 9月25日  | THE IDOLM@STER MILLION MOVEMENT OF STARDOM ROAD 03 Hypernova                                                                   | 永吉 昴（斉藤佑圭）、高山紗代子（駒形友梨）、篠宮可憐（近藤唯）、二階堂千鶴（野村香菜子）、松田亜利沙（村川梨衣） | 「Hypernova」 | ゲーム『アイドルマスター ミリオンライブ！ シアターデイズ』関連曲                                |
| 2025年   | | | |                                                                                                 |
| 3月19日  | IDOLY PRIDE Collection Album [Resonance]                                                                                       | IIIX | 「Night Pool」 「Blow Up」 | ゲーム『IDOLY PRIDE』関連曲                                                                     |
| 7月9日   | ありがとう to You | 星見オールスターズ | 「ありがとう to You」 | ゲーム『IDOLY PRIDE』関連曲                                                                     |

### その他参加楽曲
| 発売日         | 商品名                                                                                  | 歌                                                 | 楽曲                                                                            | 備考                                                                                         |
| -------------- | --------------------------------------------------------------------------------------- | -------------------------------------------------- | ------------------------------------------------------------------------------- | -------------------------------------------------------------------------------------------- |
| 2011年10月26日 | FINAL FANTASY 零式 オリジナル・サウンドトラック                                         | 菅谷弥生、村川梨衣、五十嵐由佳、花島彩香、荒川美穂 | 「カラフルフォーリンラブ」                                                      | ゲーム『ファイナルファンタジー零式』挿入歌                                                   |
| 2014年7月16日  | エスカ&ロジーのアトリエ 〜黄昏の空の錬金術士〜 オリジナルサウンドトラック the Animation | 村川梨衣                                           | 「アスイロ」                                                                    | テレビアニメ『エスカ&ロジーのアトリエ 〜黄昏の空の錬金術士〜』オープニングテーマ             |
| 2019年4月17日  | THE IDOLM@STER MILLION LIVE! 5thLIVE BRAND NEW PERFORM@NCE!!! LIVE音源CD                | 村川梨衣、阿部里果、雨宮天、麻倉もも、平山笑美     | 「Eternal Harmony」                                                             | ライブイベント『THE IDOLM@STER MILLION LIVE! 5thLIVE BRAND NEW PERFORM@NCE!!!』歌唱曲        |
| 2019年7月24日  | フレームアームズ・ガール〜きゃっきゃうふふなワンダーランド〜 歌のアルバム-絶唱篇-       | 村川梨衣                                           | 「キミとコントラスト」                                                          | 劇場アニメ『フレームアームズ・ガール〜きゃっきゃうふふなワンダーランド〜』エンディングテーマ |
| 2021年6月23日  | ANOTHER EDEN ORIGINAL SOUNDTRACK4                                                       | 村川梨衣、能登麻美子、田所あずさ                   | 「エルの唄」（「メリナ A cappella ver.」、「Trio ver.」、「メリナ Full ver.」） | ゲーム『アナザーエデン』挿入歌                                                               |

## ライブ・イベント

### ワンマンライブ
| 出演日             | タイトル                                     | 会場                                   |
| ------------------ | -------------------------------------------- | -------------------------------------- |
| 2017年4月1日 - 2日 | 1st RiELiVE 〜梨の季節〜                     | 品川ステラボール（東京都）             |
| 2018年5月26日      | 2nd RiELiVE 〜梨の季節〜                     | パシフィコ横浜国立大ホール（神奈川県） |
| 2019年4月20日      | 村川梨衣 オーケストラコンサート 〜梨の季節〜 | 舞浜アンフィシアター（千葉県）         |

### 合同ライブ
| 出演日        | タイトル                                   | 会場                                | 備考                                 |
| ------------- | ------------------------------------------ | ----------------------------------- | ------------------------------------ |
| 2012年5月5日  | 萌えラボpresents 「〜アニソンGWライブ〜」  | 六本木Bee Hiv（東京都）             | 高橋未奈美とのユニット出演           |
| 2016年5月1日  | animeloLIVE! presents アニソンCLUB! VOL.01 | 豊洲PIT（東京都）                   | 昼の部のみの出演                     |
| 2016年8月26日 | Animelo Summer Live 2016 刻-TOKI-          | さいたまスーパーアリーナ（埼玉県）  |                                      |
| 2017年8月6日  | 仙台アニメフェス                           | 仙台国際センター 大ホール（宮城県） |                                      |
| 2017年12月9日 | Holy Party Night!                          | 豊洲PIT（東京都）                   | 共演:petit milady、Pyxis、山崎エリイ |
| 2018年3月3日  | ANIMAX MUSIX 2018 OSAKA                    | 大阪城ホール（大阪府）              |                                      |

## 雑誌・書籍

### 雑誌
2011年
- 7月7日 - VOICHA! ボイチャ! Vol.14 / インタビュー P40

2012年
- 9月12日 - 声優パラダイス Vol.13 / 行け!声パラプロダクション!! 高森奈津美×村川梨衣 P54〜P55

2013年
- 1月30日 - 電撃G's magazine 2013年3月号 / インタビュー 佐倉綾音×村川梨衣 付録②P12〜P15.P19
- 2月9日 - 声優グランプリ 2013年3月号 / 声優名鑑 2013 女性編 第1付録P47
- 4月22日 - 電撃G's Festival! Vol.33 / 大島をゆく、Blu-ray&DVD製造工場見学など P26〜P45
- 11月9日 - 声優グランプリ 2013年12月号 / 「マジトモ。」 内田彩&村川梨衣 P33〜P35

2014年
- 2月10日 - 声優グランプリ 2014年3月号 / 声優名鑑 2014 女性編 第1付録P53
- 4月30日 - B.L.T. VOICE GIRLS Vol.18 / グラビア&インタビュー P40〜P47
- 12月3日 - 声優ラジオの時間 アンコール / ゆきんこ・りえしょんのいちごまみれだよ〜 「中身はなくても笑顔になれる」グラビア&インタビューP102〜P109

2015年
- 2月10日 - 声優グランプリ 2015年3月号 / 声優名鑑 2015 女性編 第1付録P56
- 5月9日 - リスアニ! Vol.21 / タワレコアニメ部@リスアニ！出張所 最終回 P166〜P167
- 8月10日 - 声優グランプリ 2015年9月号 / 緒方恵美の晴天ヘキレキ！第30回 レポート P98〜P99
- 11月10日 - 声優グランプリ 2015年12月号 / 超!A&G+NEWS! 第43回 村川梨衣の a りえしょんぷり〜ず♡ P126、セガネットワークスアワー合同公開録音 イベントレポート P128
- 11月12日 - 週刊ファミ通 2015年11月26日号 / 桝田省治コラム第9回(『日本一RADIO死す。』の写真掲載) P208

2016年
- 3月10日 - 声優グランプリ 2016年4月号 / 村川梨衣 ソロアーティストデビュー インタビュー P82
- 5月9日 - リスアニ! Vol.25 / ソロアーティストデビュー 村川梨衣の創作意欲に迫る グラビア&インタビュー P82〜P87
- 5月10日 - 声優グランプリ 2016年6月号 / 村川梨衣 Sweet Sensation/Baby, My First Kiss グラビア&インタビュー P60〜P63
- 5月19日 - Cut 2016年6月号 / 「みんなを前向きにする「RiEmusic」始動！」インタビュー P168〜P169
- 6月3日 - ちゃお 2016年7月号 / 「12歳。サポーターズが今キニナルあの人に直撃!!」 インタビュー 付録12歳。新聞
- 6月10日 - アニメージュ 2016年7月号 / AM☆CRUISE MUSIC interview 村川梨衣 P120
- 6月10日 - アニメディア 2016年7月号 / CD RELEASE INFORMATION インタビュー P156
- 7月2日 -　ちゃお 2016年8月号 / DVDふろく ちゃおちゃおTV！ コメント映像
- 10月10日 - 声優アニメディア 2016年11月号 / 2ndシングル「ドキドキの風」村川梨衣 インタビュー P102〜P103
- 10月10日 - 声優グランプリ 2016年11月号 / 「ドキドキの風」村川梨衣 インタビュー P27〜P29
- 10月19日 - Cut 2016年11月号 / 「RiEMUSiCは高みを目指す」 「RiEMUSiC」 インタビュー P106〜P107
- 12月16日 - 声優ラジオの時間 ユニゾン / 村川梨衣の a りえしょんぷり〜ず♡「アテンションプリーズ 笑顔になる時間です」 グラビア&インタビュー P80〜P89
- 12月19日 - Cut 2017年1月号 / 「RiEMUSiC」 インタビュー P98〜P99
- 12月25日 - フリーペーパー「月刊 RiEMUSiC」(アニメイト・ゲーマーズ・とらのあな限定)「RiEMUSiC」 村川梨衣インタビュー＆井上ディレクターによる全曲解説

2017年
- 1月10日 - 声優アニメディア 2017年2月号 / 裏表紙&巻末スペシャル 晴れ着グラビア＆インタビュー P103〜P112
- 1月10日 - 声優グランプリ 2017年2月号 / 「RiEMUSiC」 グラビア&インタビュー P37〜P39
- 1月10日 - アニメージュ 2017年2月号 / AM☆CRUISE MUSIC interview 村川梨衣 P100
- 1月10日 - Newtype 2017年2月号 / 「RiEMUSiC」 インタビュー P156
- 2月6日 - Voice Actress CRYSTAL  /  グラビア&インタビュー P68〜P77
- 3月28日 - アニラジグランプリR / 村川梨衣の a りえしょんぷり〜ず♡『第三回アニラジアワード』大笑いラジオ賞受賞記念特集
- 4月10日 - 声優グランプリ 2017年5月号
- 5月10日 - 声優アニメディア 2017年6月号
- 5月10日 - 声優グランプリ 2017年6月号
- 5月19日 - Cut 2017年6月号
- 5月26日 - Pick-up Voice 2017年7月号 vol.112
- 9月26日 - Pick-up Voice 2017年11月号 vol.116
- 10月10日 - 声優グランプリ 2017年11月号
- 11月28日 - 声優アニメディア YEAR BOOK 2017-2018
- 12月26日 - Pick-up Voice 2018年2月号 vol.119

2018年
- 2月10日 - 声優アニメディア 2018年3月号
- 2月10日 - 声優グランプリ 2018年3月号
- 2月26日 - Pick-up Voice 2018年4月号 vol.121
- 3月28日 - アニラジグランプリR vol.2 / 『村川梨衣と大橋彩香のアニラジアワード・グランプリ! 』
- 5月10日 - 声優アニメディア 2018年6月号
- 5月26日 - Pick-up Voice 2018年7月号 vol.124
- 6月26日 - Pick-up Voice 2018年8月号 vol.125

2019年
- 2月9日 - 声優グランプリ 2019年3月号

### 漫画での描写
- ビビッドレッド・オペレーション関連（漫画・みそおでん)
  - 2012年11月30日 - 電撃G's magazine 2013年1月号 / 電撃20年祭イベントレポート P74〜P75
  - 2012年12月27日 - 電撃G's magazine 2013年2月号 / TVアニメ アフレコレポート P62〜P63
  - 2013年1月30日 - 電撃G's magazine 2013年3月号 / 第1話先行上映会イベントレポート 付録②P20〜P21
  - 2013年2月28日 - 電撃G's magazine 2013年4月号 / ニコ生トークオペレーション 第3回レポート P48〜P49
  - 2013年3月30日 - 電撃G's magazine 2013年5月号 / DVD&BDプレス工場見学レポート P34〜P35
- のんのんびより関連（漫画・あっと)
  - 2013年9月21日 - コミックス のんのんびより 6巻 / TVアニメ アフレコレポート P141〜P146
  - 2015年12月22日 - コミックス のんのんびより 9巻 / TVアニメ アフレコレポート P135〜P137
- ハロー!!きんいろモザイク関連（漫画・ぷらぱ)
  - 2015年4月18日 - まんがタイムきららMAX 2015年6月号 / TVアニメ第3話 アフレコレポート P4〜P5
- えとたま関連（漫画・氷野広真)
  - 2015年4月27日 - 電撃大王 2015年6月号 / えとたまラジオ第10回 収録レポート P208〜P209